# NHL (2018/2019)
Sezon NHL 2018/2019 – 101 sezon gry National Hockey League, a 102 jej działalności. Pierwsze mecze sezonu zasadniczego odbyły się 3 października 2018 roku a sezon zasadniczy zakończył się 6 kwietnia 2019. Walka o Puchar Stanleya rozpoczęła się 10 kwietnia a zakończyła 12 czerwca 2019. Puchar zdobyła po raz pierwszy drużyna St. Louis Blues.

## Wydarzenia przedsezonowe

### NHL Entry Draft 2018
W dniach 22–23 czerwca 2018 w hali American Airlines Center w Dallas (Stany Zjednoczone) odbył się 56 draft w historii. 28 kwietnia 2018 w losowaniu poprzedzającym draft wybrane zostały drużyny mające pierwszeństwo naboru. Pierwszeństwo wylosowała drużyna Buffalo Sabres przed Carolina Hurricanes i Montreal Canadiens. Z pierwszym numerem wybrany został Szwed Rasmus Dahlin, a następnie Rosjanin Andriej Swiecznikow i Fin Jesperi Kotkaniemi.

### Salary cap
8 grudnia 2017 roku liga i Stowarzyszenie graczy NHL poinformowały, że prognozowany pułap wynagrodzeń na sezon 2018/2019 wyniesie 78 – 82 mln dolarów. Ostatecznie, w czerwcu 2018, ustalony został na poziomie 79,5 mln, co stanowi wzrost o 4,5 mln w stosunku do poprzedniego sezonu.

### Mecze przedsezonowe
Tradycyjnie we wrześniu i październiku 31 zespołów NHL rozgrywało spotkania kontrolne. Dla propagowania Ligi NHL na świecie 15 i 19 września Boston Bruins i Calgary Flames rozegrały spotkania w Shenzhen i Pekinie. W Europie towarzyskie spotkania rozegrały 1 października New Jersey Devils w Bernie z SC Bern i 3 października Edmonton Oilers w Kolonii z Kölner Haie.

## Sezon regularny

### NHL Global Series
Kolejny rok NHL kontynuuje rozgrywanie meczów sezonu zasadniczego poza Ameryką Północną. 6 października w Göteborgu (Szwecja) odbyło się spotkanie New Jersey Devils z Edmonton Oilers. Zwyciężyła drużyna Devils 5:2. 1 i 2 listopada w Helsinkach doszło do meczów Florida Panthers z Winnipeg Jets. W pierwszym zwyciężyła drużyna Jets 4:2. Uroczystego rozpoczęcia meczu dokonał Teemu Selänne. W drugim spotkaniu 4:2 zwyciężyła drużyna Panthers, a uroczyście mecz rozpoczął Teppo Numminen.

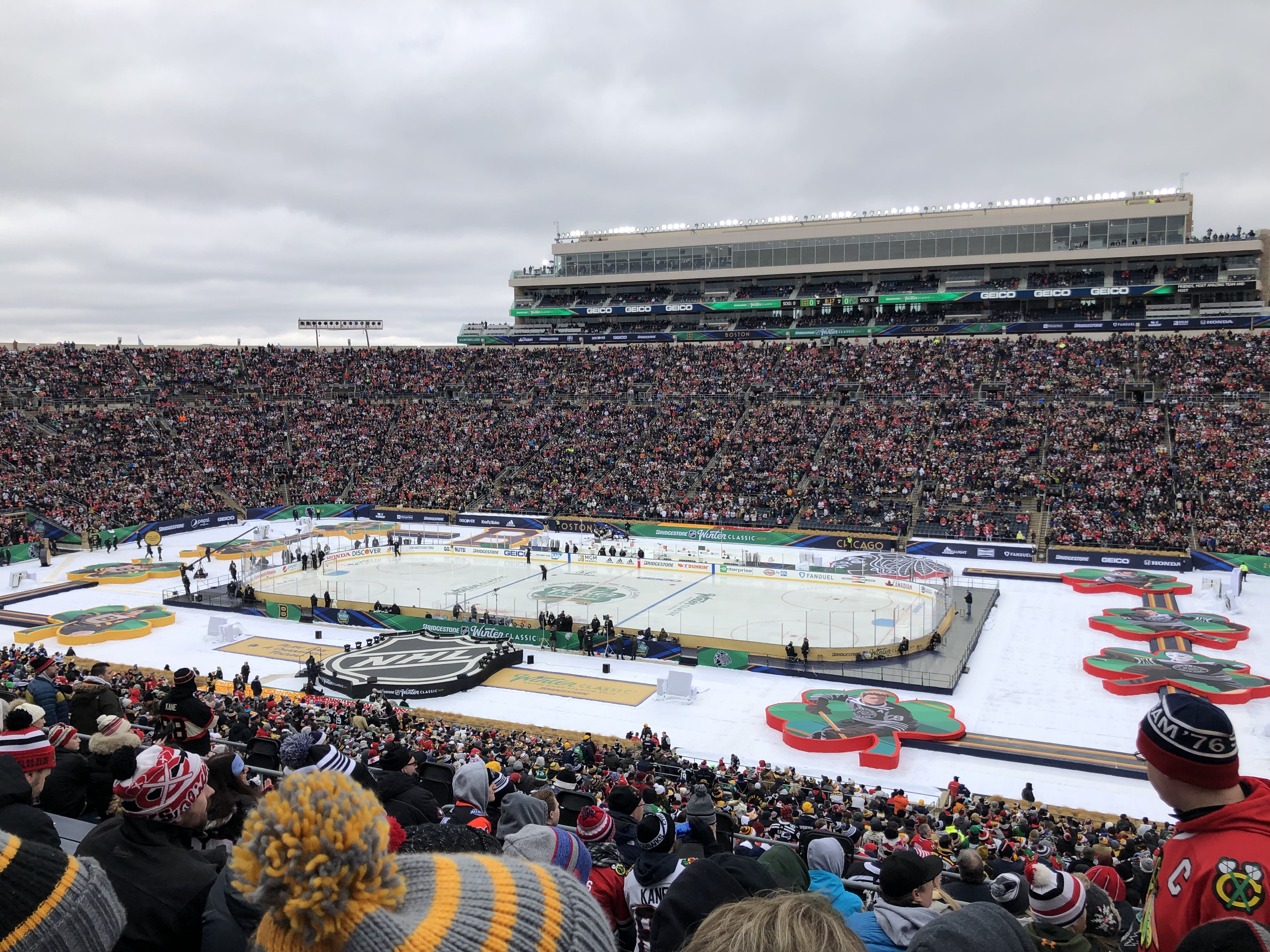
1.01.2019 Notre Dame Stadium, Notre Dame

### NHL Winter Classic
1 stycznia 2019 odbyło się tradycyjne spotkanie w ramach NHL Winter Classic. Na otwartym stadionie Notre Dame Stadium w Notre Dame zmierzyły się drużyny Boston Bruins i Chicago Blackhawks. Zwyciężyła 4 : 2 drużyna z Bostonu.

### NHL All-Star Game
64 Mecz Gwiazd ligi NHL odbył się 26 stycznia 2019 w hali SAP Center w San Jose. Gospodarzem ponownie (poprzednio w 1997) była miejscowa drużyna San Jose Sharks. Tak jak w latach 2016–2018 wystąpiły cztery drużyny reprezentujące poszczególne dywizje. Zwyciężyła drużyna Dywizji Metropolitalnej, która w finale pokonała zespół Dywizji Centralnej 10 : 5. MVP wybrany został Sidney Crosby.

### NHL Stadium Series
23 lutego 2019 odbył się kolejny mecz na otwartym stadionie. Na Lincoln Financial Field w Filadelfii zmierzyły się drużyny Pittsburgh Penguins i Philadelphia Flyers. Zwyciężyła drużyna z Filadelfii 4 : 3.

### Tabele końcowe i „przejściowe” sezonu regularnego
W tabelach przedstawiono tabele końcowe w poszczególnych dywizjach oraz po 62. (3/4 sezonu), 41. (półmetek sezonu) i 21. meczu (1/4 sezonu) niezależnie od terminu jego rozegrania.
Pozycję każdego zespołu w konferencji przy równej liczbie punktów określa się w następującej kolejności:
1. Większa liczba zwycięstw w czasie regularnym lub po dogrywce (nie po rzutach karnych), w tabelach podane w ostatniej kolumnie (ZRD);
2. Punkty we wzajemnych meczach;
3. Różnica bramek we wszystkich meczach.

| Po 3/4 sezonu | Po 3/4 sezonu         | Po 3/4 sezonu | Po 3/4 sezonu | Po 3/4 sezonu | Po 3/4 sezonu | Po 3/4 sezonu | Po 3/4 sezonu | Po 3/4 sezonu | Po 3/4 sezonu |
| Lp.           | Drużyna               | M             | Z             | P             | PK            | ZB            | SB            | Pkt           | ZRD           |
| ------------- | --------------------- | ------------- | ------------- | ------------- | ------------- | ------------- | ------------- | ------------- | ------------- |
| 1.            | New York Islanders    | 62            | 36            | 19            | 7             | 179           | 149           | 79            | 33            |
| 2.            | Washington Capitals   | 62            | 34            | 21            | 7             | 207           | 198           | 75            | 31            |
| 3.            | Columbus Blue Jackets | 62            | 35            | 24            | 3             | 197           | 185           | 73            | 35            |
| 4.            | Carolina Hurricanes   | 62            | 33            | 23            | 6             | 181           | 170           | 72            | 32            |
| 5.            | Pittsburgh Penguins   | 62            | 32            | 22            | 8             | 213           | 195           | 72            | 31            |
| 6.            | Philadelphia Flyers   | 62            | 29            | 26            | 7             | 183           | 209           | 65            | 27            |
| 7.            | New York Rangers      | 62            | 27            | 26            | 9             | 183           | 207           | 63            | 21            |
| 8.            | New Jersey Devils     | 62            | 24            | 30            | 8             | 182           | 213           | 56            | 23            |

| Po 1/2 sezonu | Po 1/2 sezonu         | Po 1/2 sezonu | Po 1/2 sezonu | Po 1/2 sezonu | Po 1/2 sezonu | Po 1/2 sezonu | Po 1/2 sezonu | Po 1/2 sezonu | Po 1/2 sezonu |
| Lp.           | Drużyna               | M             | Z             | P             | PK            | ZB            | SB            | Pkt           | ZRD           |
| ------------- | --------------------- | ------------- | ------------- | ------------- | ------------- | ------------- | ------------- | ------------- | ------------- |
| 1.            | Washington Capitals   | 41            | 25            | 12            | 4             | 144           | 121           | 54            | 22            |
| 2.            | Pittsburgh Penguins   | 41            | 23            | 12            | 6             | 144           | 117           | 52            | 22            |
| 3.            | Columbus Blue Jackets | 41            | 24            | 14            | 3             | 135           | 126           | 51            | 24            |
| 4.            | New York Islanders    | 41            | 23            | 14            | 4             | 124           | 111           | 50            | 21            |
| 5.            | Carolina Hurricanes   | 41            | 19            | 17            | 5             | 108           | 118           | 43            | 18            |
| 6.            | New York Rangers      | 41            | 17            | 17            | 7             | 114           | 141           | 41            | 12            |
| 7.            | New Jersey Devils     | 41            | 16            | 18            | 7             | 122           | 137           | 39            | 15            |
| 8.            | Philadelphia Flyers   | 41            | 15            | 20            | 6             | 116           | 148           | 36            | 13            |

| Po 1/4 sezonu | Po 1/4 sezonu         | Po 1/4 sezonu | Po 1/4 sezonu | Po 1/4 sezonu | Po 1/4 sezonu | Po 1/4 sezonu | Po 1/4 sezonu | Po 1/4 sezonu | Po 1/4 sezonu |
| Lp.           | Drużyna               | M             | Z             | P             | PK            | ZB            | SB            | Pkt           | ZRD           |
| ------------- | --------------------- | ------------- | ------------- | ------------- | ------------- | ------------- | ------------- | ------------- | ------------- |
| 1.            | Columbus Blue Jackets | 21            | 12            | 7             | 2             | 71            | 67            | 26            | 12            |
| 2.            | Washington Capitals   | 21            | 11            | 7             | 3             | 72            | 69            | 25            | 10            |
| 3.            | New York Islanders    | 21            | 11            | 8             | 2             | 67            | 63            | 24            | 10            |
| 4.            | New York Rangers      | 21            | 11            | 8             | 2             | 63            | 65            | 24            | 7             |
| 5.            | Carolina Hurricanes   | 21            | 10            | 8             | 3             | 58            | 61            | 23            | 9             |
| 6.            | New Jersey Devils     | 21            | 9             | 9             | 3             | 63            | 67            | 21            | 9             |
| 7.            | Pittsburgh Penguins   | 21            | 8             | 8             | 5             | 70            | 69            | 21            | 8             |
| 8.            | Philadelphia Flyers   | 21            | 9             | 10            | 2             | 65            | 76            | 20            | 8             |

| Po 3/4 sezonu | Po 3/4 sezonu         | Po 3/4 sezonu | Po 3/4 sezonu | Po 3/4 sezonu | Po 3/4 sezonu | Po 3/4 sezonu | Po 3/4 sezonu | Po 3/4 sezonu | Po 3/4 sezonu |
| Lp.           | Drużyna               | M             | Z             | P             | PK            | ZB            | SB            | Pkt           | ZRD           |
| ------------- | --------------------- | ------------- | ------------- | ------------- | ------------- | ------------- | ------------- | ------------- | ------------- |
| 1.            | New York Islanders    | 62            | 36            | 19            | 7             | 179           | 149           | 79            | 33            |
| 2.            | Washington Capitals   | 62            | 34            | 21            | 7             | 207           | 198           | 75            | 31            |
| 3.            | Columbus Blue Jackets | 62            | 35            | 24            | 3             | 197           | 185           | 73            | 35            |
| 4.            | Carolina Hurricanes   | 62            | 33            | 23            | 6             | 181           | 170           | 72            | 32            |
| 5.            | Pittsburgh Penguins   | 62            | 32            | 22            | 8             | 213           | 195           | 72            | 31            |
| 6.            | Philadelphia Flyers   | 62            | 29            | 26            | 7             | 183           | 209           | 65            | 27            |
| 7.            | New York Rangers      | 62            | 27            | 26            | 9             | 183           | 207           | 63            | 21            |
| 8.            | New Jersey Devils     | 62            | 24            | 30            | 8             | 182           | 213           | 56            | 23            |

| Po 1/2 sezonu | Po 1/2 sezonu         | Po 1/2 sezonu | Po 1/2 sezonu | Po 1/2 sezonu | Po 1/2 sezonu | Po 1/2 sezonu | Po 1/2 sezonu | Po 1/2 sezonu | Po 1/2 sezonu |
| Lp.           | Drużyna               | M             | Z             | P             | PK            | ZB            | SB            | Pkt           | ZRD           |
| ------------- | --------------------- | ------------- | ------------- | ------------- | ------------- | ------------- | ------------- | ------------- | ------------- |
| 1.            | Washington Capitals   | 41            | 25            | 12            | 4             | 144           | 121           | 54            | 22            |
| 2.            | Pittsburgh Penguins   | 41            | 23            | 12            | 6             | 144           | 117           | 52            | 22            |
| 3.            | Columbus Blue Jackets | 41            | 24            | 14            | 3             | 135           | 126           | 51            | 24            |
| 4.            | New York Islanders    | 41            | 23            | 14            | 4             | 124           | 111           | 50            | 21            |
| 5.            | Carolina Hurricanes   | 41            | 19            | 17            | 5             | 108           | 118           | 43            | 18            |
| 6.            | New York Rangers      | 41            | 17            | 17            | 7             | 114           | 141           | 41            | 12            |
| 7.            | New Jersey Devils     | 41            | 16            | 18            | 7             | 122           | 137           | 39            | 15            |
| 8.            | Philadelphia Flyers   | 41            | 15            | 20            | 6             | 116           | 148           | 36            | 13            |

| Po 1/4 sezonu | Po 1/4 sezonu         | Po 1/4 sezonu | Po 1/4 sezonu | Po 1/4 sezonu | Po 1/4 sezonu | Po 1/4 sezonu | Po 1/4 sezonu | Po 1/4 sezonu | Po 1/4 sezonu |
| Lp.           | Drużyna               | M             | Z             | P             | PK            | ZB            | SB            | Pkt           | ZRD           |
| ------------- | --------------------- | ------------- | ------------- | ------------- | ------------- | ------------- | ------------- | ------------- | ------------- |
| 1.            | Columbus Blue Jackets | 21            | 12            | 7             | 2             | 71            | 67            | 26            | 12            |
| 2.            | Washington Capitals   | 21            | 11            | 7             | 3             | 72            | 69            | 25            | 10            |
| 3.            | New York Islanders    | 21            | 11            | 8             | 2             | 67            | 63            | 24            | 10            |
| 4.            | New York Rangers      | 21            | 11            | 8             | 2             | 63            | 65            | 24            | 7             |
| 5.            | Carolina Hurricanes   | 21            | 10            | 8             | 3             | 58            | 61            | 23            | 9             |
| 6.            | New Jersey Devils     | 21            | 9             | 9             | 3             | 63            | 67            | 21            | 9             |
| 7.            | Pittsburgh Penguins   | 21            | 8             | 8             | 5             | 70            | 69            | 21            | 8             |
| 8.            | Philadelphia Flyers   | 21            | 9             | 10            | 2             | 65            | 76            | 20            | 8             |

| Po 3/4 sezonu | Po 3/4 sezonu       | Po 3/4 sezonu | Po 3/4 sezonu | Po 3/4 sezonu | Po 3/4 sezonu | Po 3/4 sezonu | Po 3/4 sezonu | Po 3/4 sezonu | Po 3/4 sezonu |
| Lp.           | Drużyna             | M             | Z             | P             | PK            | ZB            | SB            | Pkt           | ZRD           |
| ------------- | ------------------- | ------------- | ------------- | ------------- | ------------- | ------------- | ------------- | ------------- | ------------- |
| 1.            | Tampa Bay Lightning | 62            | 47            | 11            | 4             | 244           | 163           | 98            | 42            |
| 2.            | Boston Bruins       | 62            | 36            | 17            | 9             | 185           | 159           | 81            | 34            |
| 3.            | Toronto Maple Leafs | 62            | 38            | 20            | 4             | 221           | 176           | 80            | 38            |
| 4.            | Montreal Canadiens  | 62            | 33            | 22            | 7             | 187           | 183           | 73            | 31            |
| 5.            | Buffalo Sabres      | 62            | 29            | 25            | 8             | 179           | 194           | 66            | 25            |
| 6.            | Florida Panthers    | 62            | 28            | 25            | 9             | 197           | 211           | 65            | 25            |
| 7.            | Detroit Red Wings   | 62            | 23            | 30            | 9             | 174           | 207           | 55            | 21            |
| 8.            | Ottawa Senators     | 62            | 22            | 35            | 5             | 187           | 228           | 49            | 22            |

| Po 1/2 sezonu | Po 1/2 sezonu       | Po 1/2 sezonu | Po 1/2 sezonu | Po 1/2 sezonu | Po 1/2 sezonu | Po 1/2 sezonu | Po 1/2 sezonu | Po 1/2 sezonu | Po 1/2 sezonu |
| Lp.           | Drużyna             | M             | Z             | P             | PK            | ZB            | SB            | Pkt           | ZRD           |
| ------------- | ------------------- | ------------- | ------------- | ------------- | ------------- | ------------- | ------------- | ------------- | ------------- |
| 1.            | Tampa Bay Lightning | 41            | 32            | 7             | 2             | 174           | 119           | 66            | 29            |
| 2.            | Toronto Maple Leafs | 41            | 27            | 12            | 2             | 152           | 113           | 56            | 27            |
| 3.            | Boston Bruins       | 41            | 23            | 14            | 4             | 120           | 109           | 50            | 22            |
| 4.            | Buffalo Sabres      | 41            | 22            | 13            | 6             | 119           | 118           | 50            | 19            |
| 5.            | Montreal Canadiens  | 41            | 22            | 14            | 5             | 130           | 128           | 49            | 20            |
| 6.            | Florida Panthers    | 41            | 17            | 17            | 7             | 131           | 147           | 41            | 15            |
| 7.            | Detroit Red Wings   | 41            | 15            | 19            | 7             | 115           | 140           | 37            | 13            |
| 8.            | Ottawa Senators     | 41            | 15            | 21            | 5             | 129           | 163           | 35            | 15            |

| Po 1/4 sezonu | Po 1/4 sezonu       | Po 1/4 sezonu | Po 1/4 sezonu | Po 1/4 sezonu | Po 1/4 sezonu | Po 1/4 sezonu | Po 1/4 sezonu | Po 1/4 sezonu | Po 1/4 sezonu |
| Lp.           | Drużyna             | M             | Z             | P             | PK            | ZB            | SB            | Pkt           | ZRD           |
| ------------- | ------------------- | ------------- | ------------- | ------------- | ------------- | ------------- | ------------- | ------------- | ------------- |
| 1.            | Toronto Maple Leafs | 21            | 15            | 6             | 0             | 74            | 53            | 30            | 15            |
| 2.            | Tampa Bay Lightning | 21            | 14            | 6             | 1             | 76            | 61            | 29            | 13            |
| 3.            | Buffalo Sabres      | 21            | 13            | 6             | 2             | 65            | 60            | 28            | 11            |
| 4.            | Boston Bruins       | 21            | 11            | 6             | 4             | 60            | 52            | 26            | 11            |
| 5.            | Montreal Canadiens  | 21            | 11            | 6             | 4             | 70            | 70            | 26            | 9             |
| 6.            | Detroit Red Wings   | 21            | 10            | 9             | 2             | 60            | 67            | 22            | 8             |
| 7.            | Ottawa Senators     | 21            | 9             | 9             | 3             | 75            | 88            | 21            | 9             |
| 8.            | Florida Panthers    | 21            | 8             | 9             | 4             | 69            | 78            | 20            | 7             |

| Po 3/4 sezonu | Po 3/4 sezonu       | Po 3/4 sezonu | Po 3/4 sezonu | Po 3/4 sezonu | Po 3/4 sezonu | Po 3/4 sezonu | Po 3/4 sezonu | Po 3/4 sezonu | Po 3/4 sezonu |
| Lp.           | Drużyna             | M             | Z             | P             | PK            | ZB            | SB            | Pkt           | ZRD           |
| ------------- | ------------------- | ------------- | ------------- | ------------- | ------------- | ------------- | ------------- | ------------- | ------------- |
| 1.            | Tampa Bay Lightning | 62            | 47            | 11            | 4             | 244           | 163           | 98            | 42            |
| 2.            | Boston Bruins       | 62            | 36            | 17            | 9             | 185           | 159           | 81            | 34            |
| 3.            | Toronto Maple Leafs | 62            | 38            | 20            | 4             | 221           | 176           | 80            | 38            |
| 4.            | Montreal Canadiens  | 62            | 33            | 22            | 7             | 187           | 183           | 73            | 31            |
| 5.            | Buffalo Sabres      | 62            | 29            | 25            | 8             | 179           | 194           | 66            | 25            |
| 6.            | Florida Panthers    | 62            | 28            | 25            | 9             | 197           | 211           | 65            | 25            |
| 7.            | Detroit Red Wings   | 62            | 23            | 30            | 9             | 174           | 207           | 55            | 21            |
| 8.            | Ottawa Senators     | 62            | 22            | 35            | 5             | 187           | 228           | 49            | 22            |

| Po 1/2 sezonu | Po 1/2 sezonu       | Po 1/2 sezonu | Po 1/2 sezonu | Po 1/2 sezonu | Po 1/2 sezonu | Po 1/2 sezonu | Po 1/2 sezonu | Po 1/2 sezonu | Po 1/2 sezonu |
| Lp.           | Drużyna             | M             | Z             | P             | PK            | ZB            | SB            | Pkt           | ZRD           |
| ------------- | ------------------- | ------------- | ------------- | ------------- | ------------- | ------------- | ------------- | ------------- | ------------- |
| 1.            | Tampa Bay Lightning | 41            | 32            | 7             | 2             | 174           | 119           | 66            | 29            |
| 2.            | Toronto Maple Leafs | 41            | 27            | 12            | 2             | 152           | 113           | 56            | 27            |
| 3.            | Boston Bruins       | 41            | 23            | 14            | 4             | 120           | 109           | 50            | 22            |
| 4.            | Buffalo Sabres      | 41            | 22            | 13            | 6             | 119           | 118           | 50            | 19            |
| 5.            | Montreal Canadiens  | 41            | 22            | 14            | 5             | 130           | 128           | 49            | 20            |
| 6.            | Florida Panthers    | 41            | 17            | 17            | 7             | 131           | 147           | 41            | 15            |
| 7.            | Detroit Red Wings   | 41            | 15            | 19            | 7             | 115           | 140           | 37            | 13            |
| 8.            | Ottawa Senators     | 41            | 15            | 21            | 5             | 129           | 163           | 35            | 15            |

| Po 1/4 sezonu | Po 1/4 sezonu       | Po 1/4 sezonu | Po 1/4 sezonu | Po 1/4 sezonu | Po 1/4 sezonu | Po 1/4 sezonu | Po 1/4 sezonu | Po 1/4 sezonu | Po 1/4 sezonu |
| Lp.           | Drużyna             | M             | Z             | P             | PK            | ZB            | SB            | Pkt           | ZRD           |
| ------------- | ------------------- | ------------- | ------------- | ------------- | ------------- | ------------- | ------------- | ------------- | ------------- |
| 1.            | Toronto Maple Leafs | 21            | 15            | 6             | 0             | 74            | 53            | 30            | 15            |
| 2.            | Tampa Bay Lightning | 21            | 14            | 6             | 1             | 76            | 61            | 29            | 13            |
| 3.            | Buffalo Sabres      | 21            | 13            | 6             | 2             | 65            | 60            | 28            | 11            |
| 4.            | Boston Bruins       | 21            | 11            | 6             | 4             | 60            | 52            | 26            | 11            |
| 5.            | Montreal Canadiens  | 21            | 11            | 6             | 4             | 70            | 70            | 26            | 9             |
| 6.            | Detroit Red Wings   | 21            | 10            | 9             | 2             | 60            | 67            | 22            | 8             |
| 7.            | Ottawa Senators     | 21            | 9             | 9             | 3             | 75            | 88            | 21            | 9             |
| 8.            | Florida Panthers    | 21            | 8             | 9             | 4             | 69            | 78            | 20            | 7             |

| Po 3/4 sezonu | Po 3/4 sezonu        | Po 3/4 sezonu | Po 3/4 sezonu | Po 3/4 sezonu | Po 3/4 sezonu | Po 3/4 sezonu | Po 3/4 sezonu | Po 3/4 sezonu | Po 3/4 sezonu |
| Lp.           | Drużyna              | M             | Z             | P             | PK            | ZB            | SB            | Pkt           | ZRD           |
| ------------- | -------------------- | ------------- | ------------- | ------------- | ------------- | ------------- | ------------- | ------------- | ------------- |
| 1.            | Calgary Flames       | 62            | 39            | 16            | 7             | 225           | 180           | 85            | 39            |
| 2.            | San Jose Sharks      | 62            | 36            | 18            | 8             | 223           | 194           | 80            | 36            |
| 3.            | Vegas Golden Knights | 62            | 32            | 25            | 5             | 182           | 175           | 69            | 30            |
| 4.            | Arizona Coyotes      | 62            | 29            | 28            | 5             | 164           | 177           | 63            | 26            |
| 5.            | Vancouver Canucks    | 62            | 26            | 28            | 8             | 172           | 195           | 60            | 23            |
| 6.            | Edmonton Oilers      | 62            | 26            | 29            | 7             | 173           | 205           | 59            | 23            |
| 7.            | Anaheim Ducks        | 62            | 24            | 29            | 9             | 139           | 191           | 57            | 21            |
| 8.            | Los Angeles Kings    | 62            | 23            | 32            | 7             | 148           | 194           | 53            | 21            |

| Po 1/2 sezonu | Po 1/2 sezonu        | Po 1/2 sezonu | Po 1/2 sezonu | Po 1/2 sezonu | Po 1/2 sezonu | Po 1/2 sezonu | Po 1/2 sezonu | Po 1/2 sezonu | Po 1/2 sezonu |
| Lp.           | Drużyna              | M             | Z             | P             | PK            | ZB            | SB            | Pkt           | ZRD           |
| ------------- | -------------------- | ------------- | ------------- | ------------- | ------------- | ------------- | ------------- | ------------- | ------------- |
| 1.            | Calgary Flames       | 41            | 25            | 12            | 4             | 146           | 115           | 54            | 25            |
| 2.            | San Jose Sharks      | 41            | 21            | 13            | 7             | 140           | 129           | 49            | 21            |
| 3.            | Vegas Golden Knights | 41            | 22            | 15            | 4             | 123           | 114           | 48            | 21            |
| 4.            | Anaheim Ducks        | 41            | 19            | 15            | 7             | 102           | 120           | 45            | 16            |
| 5.            | Vancouver Canucks    | 41            | 19            | 18            | 4             | 124           | 129           | 42            | 18            |
| 6.            | Edmonton Oilers      | 41            | 19            | 19            | 3             | 114           | 131           | 41            | 18            |
| 7.            | Arizona Coyotes      | 41            | 17            | 21            | 3             | 103           | 118           | 37            | 15            |
| 8.            | Los Angeles Kings    | 41            | 16            | 22            | 3             | 92            | 121           | 35            | 15            |

| Po 1/4 sezonu | Po 1/4 sezonu        | Po 1/4 sezonu | Po 1/4 sezonu | Po 1/4 sezonu | Po 1/4 sezonu | Po 1/4 sezonu | Po 1/4 sezonu | Po 1/4 sezonu | Po 1/4 sezonu |
| Lp.           | Drużyna              | M             | Z             | P             | PK            | ZB            | SB            | Pkt           | ZRD           |
| ------------- | -------------------- | ------------- | ------------- | ------------- | ------------- | ------------- | ------------- | ------------- | ------------- |
| 1.            | Calgary Flames       | 21            | 12            | 8             | 1             | 69            | 63            | 25            | 12            |
| 2.            | San Jose Sharks      | 21            | 11            | 7             | 3             | 68            | 64            | 25            | 11            |
| 3.            | Vancouver Canucks    | 21            | 10            | 9             | 2             | 65            | 75            | 22            | 9             |
| 4.            | Edmonton Oilers      | 21            | 10            | 10            | 1             | 61            | 69            | 21            | 10            |
| 5.            | Arizona Coyotes      | 21            | 9             | 10            | 2             | 52            | 56            | 20            | 8             |
| 6.            | Anaheim Ducks        | 21            | 8             | 9             | 4             | 45            | 61            | 20            | 6             |
| 7.            | Vegas Golden Knights | 21            | 9             | 11            | 1             | 56            | 61            | 19            | 8             |
| 8.            | Los Angeles Kings    | 21            | 7             | 13            | 1             | 44            | 68            | 15            | 6             |

| Po 3/4 sezonu | Po 3/4 sezonu        | Po 3/4 sezonu | Po 3/4 sezonu | Po 3/4 sezonu | Po 3/4 sezonu | Po 3/4 sezonu | Po 3/4 sezonu | Po 3/4 sezonu | Po 3/4 sezonu |
| Lp.           | Drużyna              | M             | Z             | P             | PK            | ZB            | SB            | Pkt           | ZRD           |
| ------------- | -------------------- | ------------- | ------------- | ------------- | ------------- | ------------- | ------------- | ------------- | ------------- |
| 1.            | Calgary Flames       | 62            | 39            | 16            | 7             | 225           | 180           | 85            | 39            |
| 2.            | San Jose Sharks      | 62            | 36            | 18            | 8             | 223           | 194           | 80            | 36            |
| 3.            | Vegas Golden Knights | 62            | 32            | 25            | 5             | 182           | 175           | 69            | 30            |
| 4.            | Arizona Coyotes      | 62            | 29            | 28            | 5             | 164           | 177           | 63            | 26            |
| 5.            | Vancouver Canucks    | 62            | 26            | 28            | 8             | 172           | 195           | 60            | 23            |
| 6.            | Edmonton Oilers      | 62            | 26            | 29            | 7             | 173           | 205           | 59            | 23            |
| 7.            | Anaheim Ducks        | 62            | 24            | 29            | 9             | 139           | 191           | 57            | 21            |
| 8.            | Los Angeles Kings    | 62            | 23            | 32            | 7             | 148           | 194           | 53            | 21            |

| Po 1/2 sezonu | Po 1/2 sezonu        | Po 1/2 sezonu | Po 1/2 sezonu | Po 1/2 sezonu | Po 1/2 sezonu | Po 1/2 sezonu | Po 1/2 sezonu | Po 1/2 sezonu | Po 1/2 sezonu |
| Lp.           | Drużyna              | M             | Z             | P             | PK            | ZB            | SB            | Pkt           | ZRD           |
| ------------- | -------------------- | ------------- | ------------- | ------------- | ------------- | ------------- | ------------- | ------------- | ------------- |
| 1.            | Calgary Flames       | 41            | 25            | 12            | 4             | 146           | 115           | 54            | 25            |
| 2.            | San Jose Sharks      | 41            | 21            | 13            | 7             | 140           | 129           | 49            | 21            |
| 3.            | Vegas Golden Knights | 41            | 22            | 15            | 4             | 123           | 114           | 48            | 21            |
| 4.            | Anaheim Ducks        | 41            | 19            | 15            | 7             | 102           | 120           | 45            | 16            |
| 5.            | Vancouver Canucks    | 41            | 19            | 18            | 4             | 124           | 129           | 42            | 18            |
| 6.            | Edmonton Oilers      | 41            | 19            | 19            | 3             | 114           | 131           | 41            | 18            |
| 7.            | Arizona Coyotes      | 41            | 17            | 21            | 3             | 103           | 118           | 37            | 15            |
| 8.            | Los Angeles Kings    | 41            | 16            | 22            | 3             | 92            | 121           | 35            | 15            |

| Po 1/4 sezonu | Po 1/4 sezonu        | Po 1/4 sezonu | Po 1/4 sezonu | Po 1/4 sezonu | Po 1/4 sezonu | Po 1/4 sezonu | Po 1/4 sezonu | Po 1/4 sezonu | Po 1/4 sezonu |
| Lp.           | Drużyna              | M             | Z             | P             | PK            | ZB            | SB            | Pkt           | ZRD           |
| ------------- | -------------------- | ------------- | ------------- | ------------- | ------------- | ------------- | ------------- | ------------- | ------------- |
| 1.            | Calgary Flames       | 21            | 12            | 8             | 1             | 69            | 63            | 25            | 12            |
| 2.            | San Jose Sharks      | 21            | 11            | 7             | 3             | 68            | 64            | 25            | 11            |
| 3.            | Vancouver Canucks    | 21            | 10            | 9             | 2             | 65            | 75            | 22            | 9             |
| 4.            | Edmonton Oilers      | 21            | 10            | 10            | 1             | 61            | 69            | 21            | 10            |
| 5.            | Arizona Coyotes      | 21            | 9             | 10            | 2             | 52            | 56            | 20            | 8             |
| 6.            | Anaheim Ducks        | 21            | 8             | 9             | 4             | 45            | 61            | 20            | 6             |
| 7.            | Vegas Golden Knights | 21            | 9             | 11            | 1             | 56            | 61            | 19            | 8             |
| 8.            | Los Angeles Kings    | 21            | 7             | 13            | 1             | 44            | 68            | 15            | 6             |

| Po 3/4 sezonu | Po 3/4 sezonu       | Po 3/4 sezonu | Po 3/4 sezonu | Po 3/4 sezonu | Po 3/4 sezonu | Po 3/4 sezonu | Po 3/4 sezonu | Po 3/4 sezonu | Po 3/4 sezonu |
| Lp.           | Drużyna             | M             | Z             | P             | PK            | ZB            | SB            | Pkt           | ZRD           |
| ------------- | ------------------- | ------------- | ------------- | ------------- | ------------- | ------------- | ------------- | ------------- | ------------- |
| 1.            | Winnipeg Jets       | 62            | 37            | 21            | 4             | 210           | 185           | 78            | 35            |
| 2.            | Nashville Predators | 62            | 35            | 22            | 5             | 191           | 163           | 75            | 34            |
| 3.            | St. Louis Blues     | 62            | 33            | 23            | 6             | 182           | 172           | 72            | 32            |
| 4.            | Dallas Stars        | 62            | 31            | 26            | 5             | 157           | 162           | 67            | 31            |
| 5.            | Colorado Avalanche  | 62            | 27            | 24            | 11            | 206           | 196           | 65            | 27            |
| 6.            | Minnesota Wild      | 62            | 29            | 27            | 6             | 171           | 183           | 64            | 28            |
| 7.            | Chicago Blackhawks  | 62            | 26            | 27            | 9             | 208           | 232           | 61            | 25            |
| x.            |                     |               |               |               |               |               |               |               |               |

| Po 1/2 sezonu | Po 1/2 sezonu       | Po 1/2 sezonu | Po 1/2 sezonu | Po 1/2 sezonu | Po 1/2 sezonu | Po 1/2 sezonu | Po 1/2 sezonu | Po 1/2 sezonu | Po 1/2 sezonu |
| Lp.           | Drużyna             | M             | Z             | P             | PK            | ZB            | SB            | Pkt           | ZRD           |
| ------------- | ------------------- | ------------- | ------------- | ------------- | ------------- | ------------- | ------------- | ------------- | ------------- |
| 1.            | Winnipeg Jets       | 41            | 26            | 13            | 2             | 139           | 116           | 54            | 25            |
| 2.            | Nashville Predators | 41            | 24            | 15            | 2             | 124           | 104           | 50            | 23            |
| 3.            | Dallas Stars        | 41            | 21            | 16            | 4             | 113           | 110           | 46            | 21            |
| 4.            | Colorado Avalanche  | 41            | 19            | 14            | 8             | 138           | 128           | 46            | 19            |
| 5.            | Minnesota Wild      | 41            | 21            | 17            | 3             | 119           | 114           | 45            | 21            |
| 6.            | St. Louis Blues     | 41            | 17            | 20            | 4             | 114           | 132           | 38            | 17            |
| 7.            | Chicago Blackhawks  | 41            | 15            | 20            | 6             | 119           | 149           | 36            | 15            |
| x.            |                     |               |               |               |               |               |               |               |               |

| Po 1/4 sezonu | Po 1/4 sezonu       | Po 1/4 sezonu | Po 1/4 sezonu | Po 1/4 sezonu | Po 1/4 sezonu | Po 1/4 sezonu | Po 1/4 sezonu | Po 1/4 sezonu | Po 1/4 sezonu |
| Lp.           | Drużyna             | M             | Z             | P             | PK            | ZB            | SB            | Pkt           | ZRD           |
| ------------- | ------------------- | ------------- | ------------- | ------------- | ------------- | ------------- | ------------- | ------------- | ------------- |
| 1.            | Nashville Predators | 21            | 15            | 5             | 1             | 70            | 49            | 31            | 15            |
| 2.            | Winnipeg Jets       | 21            | 12            | 7             | 2             | 66            | 58            | 26            | 12            |
| 3.            | Minnesota Wild      | 21            | 12            | 7             | 2             | 65            | 57            | 26            | 12            |
| 4.            | Colorado Avalanche  | 21            | 11            | 6             | 4             | 78            | 62            | 26            | 11            |
| 5.            | Dallas Stars        | 21            | 11            | 8             | 2             | 59            | 54            | 24            | 11            |
| 6.            | Chicago Blackhawks  | 21            | 8             | 8             | 5             | 56            | 70            | 21            | 8             |
| 7.            | St. Louis Blues     | 21            | 8             | 10            | 3             | 63            | 65            | 19            | 8             |
| x.            |                     |               |               |               |               |               |               |               |               |

| Po 3/4 sezonu | Po 3/4 sezonu       | Po 3/4 sezonu | Po 3/4 sezonu | Po 3/4 sezonu | Po 3/4 sezonu | Po 3/4 sezonu | Po 3/4 sezonu | Po 3/4 sezonu | Po 3/4 sezonu |
| Lp.           | Drużyna             | M             | Z             | P             | PK            | ZB            | SB            | Pkt           | ZRD           |
| ------------- | ------------------- | ------------- | ------------- | ------------- | ------------- | ------------- | ------------- | ------------- | ------------- |
| 1.            | Winnipeg Jets       | 62            | 37            | 21            | 4             | 210           | 185           | 78            | 35            |
| 2.            | Nashville Predators | 62            | 35            | 22            | 5             | 191           | 163           | 75            | 34            |
| 3.            | St. Louis Blues     | 62            | 33            | 23            | 6             | 182           | 172           | 72            | 32            |
| 4.            | Dallas Stars        | 62            | 31            | 26            | 5             | 157           | 162           | 67            | 31            |
| 5.            | Colorado Avalanche  | 62            | 27            | 24            | 11            | 206           | 196           | 65            | 27            |
| 6.            | Minnesota Wild      | 62            | 29            | 27            | 6             | 171           | 183           | 64            | 28            |
| 7.            | Chicago Blackhawks  | 62            | 26            | 27            | 9             | 208           | 232           | 61            | 25            |
| x.            |                     |               |               |               |               |               |               |               |               |

| Po 1/2 sezonu | Po 1/2 sezonu       | Po 1/2 sezonu | Po 1/2 sezonu | Po 1/2 sezonu | Po 1/2 sezonu | Po 1/2 sezonu | Po 1/2 sezonu | Po 1/2 sezonu | Po 1/2 sezonu |
| Lp.           | Drużyna             | M             | Z             | P             | PK            | ZB            | SB            | Pkt           | ZRD           |
| ------------- | ------------------- | ------------- | ------------- | ------------- | ------------- | ------------- | ------------- | ------------- | ------------- |
| 1.            | Winnipeg Jets       | 41            | 26            | 13            | 2             | 139           | 116           | 54            | 25            |
| 2.            | Nashville Predators | 41            | 24            | 15            | 2             | 124           | 104           | 50            | 23            |
| 3.            | Dallas Stars        | 41            | 21            | 16            | 4             | 113           | 110           | 46            | 21            |
| 4.            | Colorado Avalanche  | 41            | 19            | 14            | 8             | 138           | 128           | 46            | 19            |
| 5.            | Minnesota Wild      | 41            | 21            | 17            | 3             | 119           | 114           | 45            | 21            |
| 6.            | St. Louis Blues     | 41            | 17            | 20            | 4             | 114           | 132           | 38            | 17            |
| 7.            | Chicago Blackhawks  | 41            | 15            | 20            | 6             | 119           | 149           | 36            | 15            |
| x.            |                     |               |               |               |               |               |               |               |               |

| Po 1/4 sezonu | Po 1/4 sezonu       | Po 1/4 sezonu | Po 1/4 sezonu | Po 1/4 sezonu | Po 1/4 sezonu | Po 1/4 sezonu | Po 1/4 sezonu | Po 1/4 sezonu | Po 1/4 sezonu |
| Lp.           | Drużyna             | M             | Z             | P             | PK            | ZB            | SB            | Pkt           | ZRD           |
| ------------- | ------------------- | ------------- | ------------- | ------------- | ------------- | ------------- | ------------- | ------------- | ------------- |
| 1.            | Nashville Predators | 21            | 15            | 5             | 1             | 70            | 49            | 31            | 15            |
| 2.            | Winnipeg Jets       | 21            | 12            | 7             | 2             | 66            | 58            | 26            | 12            |
| 3.            | Minnesota Wild      | 21            | 12            | 7             | 2             | 65            | 57            | 26            | 12            |
| 4.            | Colorado Avalanche  | 21            | 11            | 6             | 4             | 78            | 62            | 26            | 11            |
| 5.            | Dallas Stars        | 21            | 11            | 8             | 2             | 59            | 54            | 24            | 11            |
| 6.            | Chicago Blackhawks  | 21            | 8             | 8             | 5             | 56            | 70            | 21            | 8             |
| 7.            | St. Louis Blues     | 21            | 8             | 10            | 3             | 63            | 65            | 19            | 8             |
| x.            |                     |               |               |               |               |               |               |               |               |

Legenda:     = zwycięzca Pucharu Prezydenta,     = mistrz dywizji,     = awans do playoff,     = awans do playoff jako dzika karta

### Najlepsi zawodnicy sezonu regularnego
Zawodnicy z pola
| Punkty                                  | Punkty | Gole                      | Gole | Asysty                | Asysty | +/−                   | +/− |
| --------------------------------------- | ------ | ------------------------- | ---- | --------------------- | ------ | --------------------- | --- |
| Nikita Kuczerow (TBL)                   | 128    | Aleksandr Owieczkin (WSH) | 51   | Nikita Kuczerow (TBL) | 87     | Mark Giordano (CGY)   | +39 |
| Connor McDavid (EDM)                    | 116    | Leon Draisaitl (EDM)      | 50   | Connor McDavid (EDM)  | 75     | Ryan McDonagh (TBL)   | +38 |
| Patrick Kane (CHI)                      | 110    | John Tavares (TOR)        | 47   | Blake Wheeler (WPG)   | 71     | Brett Pesce (CAR)     | +35 |
| Leon Draisaitl (EDM)                    | 105    | Steven Stamkos (TBL)      | 45   | Mitchell Marner (TOR) | 68     | Mikael Backlund (CGY) | +34 |
| Brad Marchand (BOS) Sidney Crosby (PIT) | 100    | Patrick Kane (CHI)        | 44   | Brent Burns (SJS)     | 67     | Brian Dumoulin (PIT)  | +31 |

Bramkarze

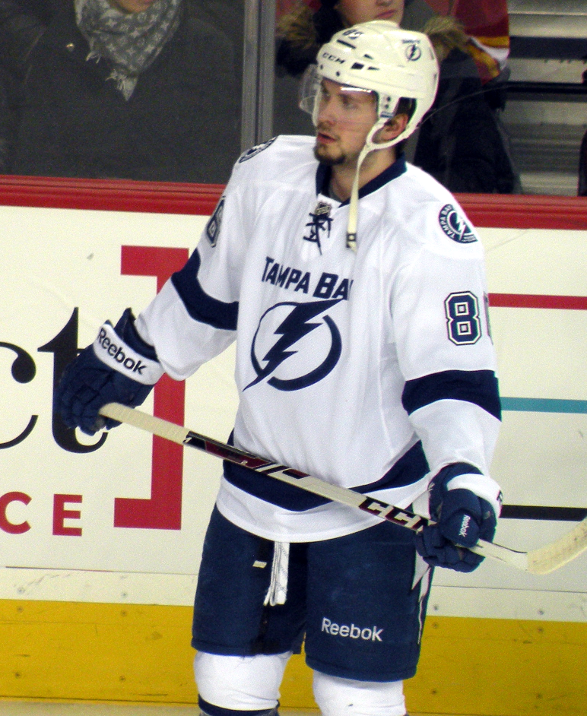
Nikita Kuczerow

W zestawieniu ujęto bramkarzy grających przez przynajmniej 1200 minut.

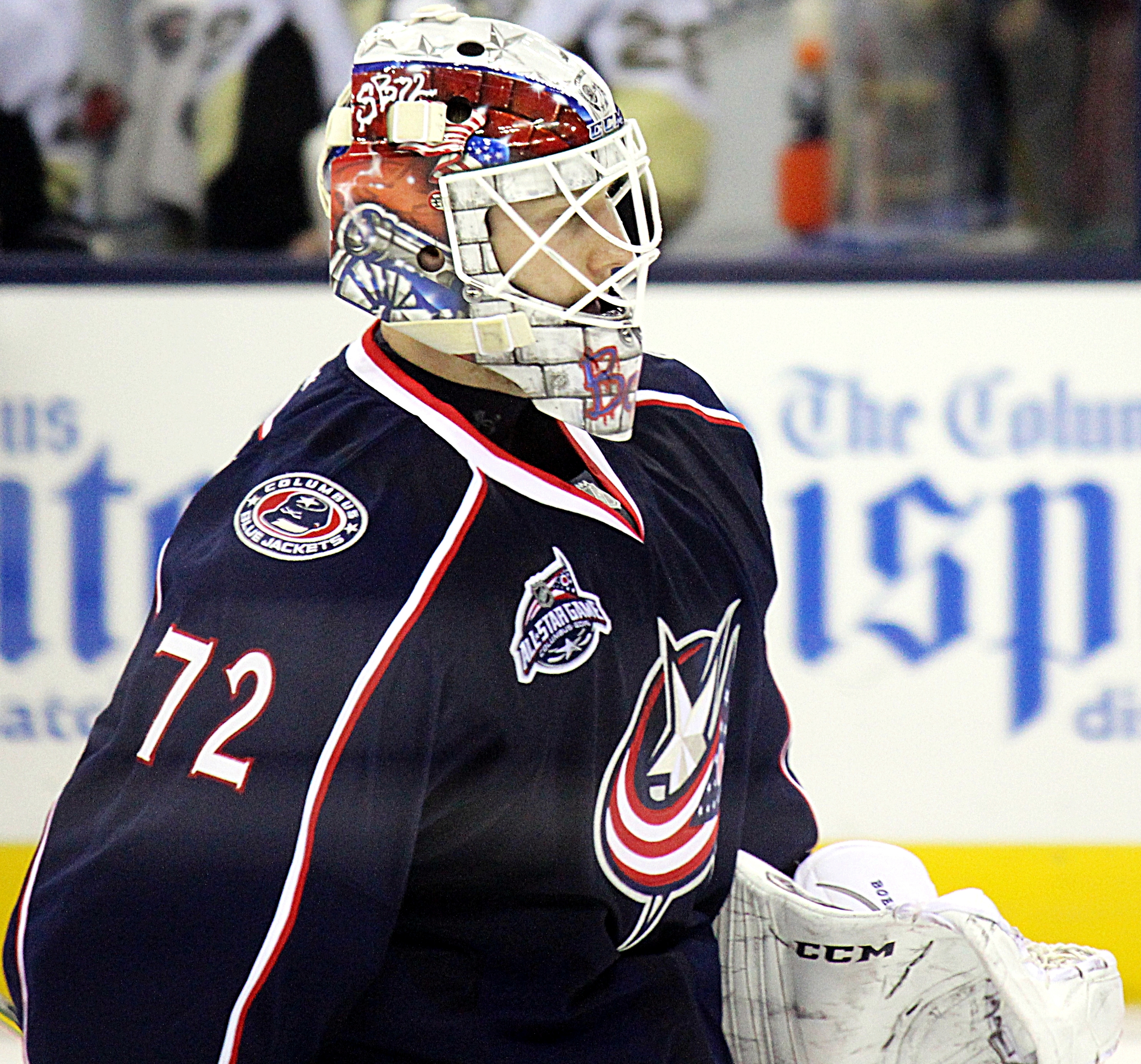
Siergiej Bobrowski

| Obrony (w %)                                | Obrony (w %) | GAA                     | GAA  | Shutouty                                     | Shutouty | Zwycięstwa                                 | Zwycięstwa |
| ------------------------------------------- | ------------ | ----------------------- | ---- | -------------------------------------------- | -------- | ------------------------------------------ | ---------- |
| Ben Bishop (DAL)                            | .934         | Jordan Binnington (STL) | 1.89 | Siergiej Bobrowski (CBJ)                     | 9        | Andriej Wasilewskij (TBL)                  | 39         |
| Robin Lehner (NYI)                          | .930         | Ben Bishop (DAL)        | 1.98 | Marc-André Fleury (VGK)                      | 8        | Siergiej Bobrowski (CBJ)                   | 37         |
| Jack Campbell (LAK)                         | .928         | Robin Lehner (NYI)      | 2.13 | Ben Bishop (DAL)                             | 7        | Frederik Andersen (TOR) Martin Jones (SJS) | 36         |
| Thomas Greiss (NYI) Jordan Binnington (STL) | .927         | Thomas Greiss (NYI)     | 2.28 | Andriej Wasilewskij (TBL) Robin Lehner (NYI) | 6        | Frederik Andersen (TOR) Martin Jones (SJS) | 36         |
| Thomas Greiss (NYI) Jordan Binnington (STL) | .927         | Jack Campbell (LAK)     | 2.30 | Andriej Wasilewskij (TBL) Robin Lehner (NYI) | 6        | Marc-André Fleury (VGK) Carey Price (MTL)  | 35         |

### „Kamienie milowe” sezonu regularnego
Jubileuszowe i rekordowe osiągnięcia, które miały miejsce w trakcie sezonu zasadniczego 2018–2019.
| Data            | Osiągnięcie | Osiągnięcie |
| --------------- | --- | ----------- |
| 13 października | Duncan Keith (Chicago Blackhawks) wystąpił po raz 1000 w spotkaniu z St. Louis Blues. Jest 323 zawodnikiem w historii ligi NHL, który rozegrał 1000 i więcej spotkań.                                              |             |
| 15 października | Tomáš Plekanec (Montreal Canadiens) wystąpił po raz 1000 w spotkaniu z Detroit Red Wings. Jest 324 zawodnikiem w historii ligi NHL, który rozegrał 1000 i więcej spotkań.                                          |             |
| 19 października | Eric Staal (Minnesota Wild) wystąpił po raz 1100 w spotkaniu z Dallas Stars. Jest 189 zawodnikiem w historii ligi NHL, który rozegrał 1100 i więcej spotkań.                                                       |             |
| 22 października | Nicklas Bäckström (Washington Capitals) zaliczył 600 asystę przy golu Aleksandra Owieczkina w meczu z Vancouver Canucks. Jest 87 zawodnikiem w historii ligi NHL, który uzyskał 600 asyst i więcej.                |             |
| 25 października | Ryan Suter (Minnesota Wild) wystąpił po raz 1000 w spotkaniu z Los Angeles Kings. Jest 325 zawodnikiem w historii ligi NHL, który rozegrał 1000 i więcej spotkań.                                                  |             |
| 30 października | Jason Spezza (Dallas Stars) wystąpił po raz 1000 w spotkaniu z Montreal Canadiens. Jest 326 zawodnikiem w historii ligi NHL, który rozegrał 1000 i więcej spotkań.                                                 |             |
| 1 listopada     | Jason Pominville (Buffalo Sabres) wystąpił po raz 1000 w spotkaniu z Ottawa Senators. Jest 327 zawodnikiem w historii ligi NHL, który rozegrał 1000 i więcej spotkań.                                              |             |
| 1 listopada     | Ron Hainsey (Toronto Maple Leafs) wystąpił po raz 1000 w spotkaniu z Dallas Stars. Jest 328 zawodnikiem w historii ligi NHL, który rozegrał 1000 i więcej spotkań.                                                 |             |
| 3 listopada     | Eric Staal (Minnesota Wild) zdobył 400 gola w meczu z St. Louis Blues. Jest 96 zawodnikiem w historii ligi NHL, który zdobył 400 bramek i więcej.                                                                  |             |
| 3 listopada     | Marc-André Fleury (Vegas Golden Knights) zaliczył 50 shutout w spotkaniu z Carolina Hurricanes. Jest 29 bramkarzem w historii ligi NHL, który rozegrał taką liczbę spotkań bez puszczonej bramki.                  |             |
| 8 listopada     | Joe Thornton (San Jose Sharks) wystąpił po raz 1500 w spotkaniu z Dallas Stars. Jest 19 zawodnikiem w historii ligi NHL, który rozegrał 1500 i więcej spotkań.                                                     |             |
| 9 listopada     | Patrick Marleau (Toronto Maple Leafs) zaliczył 600 asystę przy golu Nazema Kadriego w meczu z New Jersey Devils. Jest 88 zawodnikiem w historii ligi NHL, który uzyskał 600 asyst i więcej.                        |             |
| 13 listopada    | Joe Thornton (San Jose Sharks) zdobył 400 gola w meczu z Nashville Predators. Jest 97 zawodnikiem w historii ligi NHL, który zdobył 400 bramek i więcej.                                                           |             |
| 17 listopada    | Dion Phaneuf (Los Angeles Kings) wystąpił po raz 1000 w spotkaniu z Nashville Predators. Jest 329 zawodnikiem w historii ligi NHL, który rozegrał 1000 i więcej spotkań.                                           |             |
| 26 listopada    | Patrick Marleau (Toronto Maple Leafs) wystąpił po raz 1600 w spotkaniu z Boston Bruins. Jest 11 zawodnikiem w historii ligi NHL, który rozegrał 1600 i więcej spotkań.                                             |             |
| 2 grudnia       | Jonathan Quick (Los Angeles Kings) zaliczył 50 shutout w spotkaniu z Carolina Hurricanes. Jest 30 bramkarzem w historii ligi NHL, który rozegrał taką liczbę spotkań bez puszczonej bramki.                        |             |
| 20 grudnia      | Carey Price (Montreal Canadiens) wystąpił po raz 300 w zwycięskim spotkaniu. Jest 35 bramkarzem w historii ligi NHL, który uzyskał taką liczbę zwycięstw.                                                          |             |
| 23 grudnia      | Trevor Daley (Detroit Red Wings) wystąpił po raz 1000 w spotkaniu z Toronto Maple Leafs. Jest 330 zawodnikiem w historii ligi NHL, który rozegrał 1000 i więcej spotkań.                                           |             |
| 27 grudnia      | Brent Burns (San Jose Sharks) wystąpił po raz 1000 w spotkaniu z Anaheim Ducks. Jest 331 zawodnikiem w historii ligi NHL, który rozegrał 1000 i więcej spotkań.                                                    |             |
| 31 grudnia      | Justin Williams (Carolina Hurricanes) wystąpił po raz 1200 w spotkaniu z Philadelphia Flyers. Jest 111 zawodnikiem w historii ligi NHL i piątym aktywnym, który rozegrał 1200 i więcej spotkań.                    |             |
| 4 stycznia      | Thomas Vanek (Detroit Red Wings) wystąpił po raz 1000 w spotkaniu z Nashville Predators. Jest 332 zawodnikiem w historii ligi NHL, który rozegrał 1000 i więcej spotkań.                                           |             |
| 5 stycznia      | Jonathan Quick (Los Angeles Kings) wystąpił po raz 300 w zwycięskim spotkaniu. Jest 36 bramkarzem w historii ligi NHL, który uzyskał taką liczbę zwycięstw.                                                        |             |
| 8 stycznia      | Tuukka Rask (Boston Bruins) wystąpił po raz 250 w zwycięskim spotkaniu. Jest 54 bramkarzem w historii ligi NHL, który uzyskał taką liczbę zwycięstw.                                                               |             |
| 10 stycznia     | Pekka Rinne (Nashville Predators) wystąpił po raz 600 w spotkaniu z Columbus Blue Jackets. Jest 48 bramkarzem w historii ligi NHL, który rozegrał 600 i więcej spotkań.                                            |             |
| 14 stycznia     | Brooks Orpik (Washington Capitals) wystąpił po raz 1000 w spotkaniu z St. Louis Blues. Jest 333 zawodnikiem w historii ligi NHL, który rozegrał 1000 i więcej spotkań.                                             |             |
| 16 stycznia     | Claude Giroux (Philadelphia Flyers) zaliczył 500 asystę przy golu Oskara Lindbloma w meczu z Boston Bruins. Jest 145 zawodnikiem w historii ligi NHL, który uzyskał 500 asyst i więcej.                            |             |
| 30 stycznia     | Jewgienij Małkin (Pittsburgh Penguins) zaliczył 600 asystę przy golu Krisa Letang w meczu z Tampa Bay Lightning. Jest 89 zawodnikiem w historii ligi NHL, który uzyskał 600 asyst i więcej.                        |             |
| 5 lutego        | Patrice Bergeron (Boston Bruins) wystąpił po raz 1000 w spotkaniu z New York Islanders. Jest 334 zawodnikiem w historii ligi NHL, który rozegrał 1000 i więcej spotkań. Uczcił jubileusz strzeleniem dwóch bramek. |             |
| 9 lutego        | Carey Price (Montreal Canadiens) wystąpił po raz 600 w spotkaniu z Toronto Maple Leafs. Jest 49 bramkarzem w historii ligi NHL, który rozegrał 600 i więcej spotkań.                                               |             |
| 14 lutego       | Chris Kunitz (Chicago Blackhawks) wystąpił po raz 1000 w spotkaniu z New Jersey Devils. Jest 335 zawodnikiem w historii ligi NHL, który rozegrał 1000 i więcej spotkań.                                            |             |
| 14 lutego       | Jimmy Howard (Detroit Red Wings) wystąpił po raz 500 w spotkaniu z Ottawa Senators. Jest 71 bramkarzem w historii ligi NHL, który rozegrał 500 i więcej spotkań.                                                   |             |
| 18 lutego       | Craig Anderson (Ottawa Senators) wystąpił po raz 600 w spotkaniu z Chicago Blackhawks. Jest 50 bramkarzem w historii ligi NHL, który rozegrał 600 i więcej spotkań.                                                |             |
| 2 marca         | Dustin Brown (Los Angeles Kings) wystąpił po raz 1100 w spotkaniu z Chicago Blackhawks. Jest 190 zawodnikiem w historii ligi NHL, który rozegrał 1100 i więcej spotkań. Uczcił jubileusz strzeleniem dwóch bramek. |             |
| 5 marca         | Jaroslav Halák (Boston Bruins) wystąpił po raz 250 w zwycięskim spotkaniu. Jest 55 bramkarzem w historii ligi NHL, który uzyskał taką liczbę zwycięstw.                                                            |             |
| 5 marca         | Sidney Crosby (Pittsburgh Penguins) zdobył 1200 punkt asystując przy golu Jake Guentzela w meczu z Florida Panthers. Jest 48 zawodnikiem w historii ligi NHL, który zdobył 1200 punktów i więcej.                  |             |
| 5 marca         | Ryan Kesler (Anaheim Ducks) wystąpił po raz 1000 w spotkaniu z Arizona Coyotes. Jest 336 zawodnikiem w historii ligi NHL, który rozegrał 1000 i więcej spotkań.                                                    |             |
| 5 marca         | Matt Cullen (Pittsburgh Penguins) wystąpił po raz 1500 w spotkaniu z Florida Panthers. Jest 20 zawodnikiem w historii ligi NHL, który rozegrał 1500 i więcej spotkań.                                              |             |
| 6 marca         | Braden Holtby (Washington Capitals) wystąpił po raz 250 w zwycięskim spotkaniu. Jest 56 bramkarzem w historii ligi NHL, który uzyskał taką liczbę zwycięstw.                                                       |             |
| 12 marca        | Jewgienij Małkin (Pittsburgh Penguins) zdobył 1000 punkt asystując przy golu Phila Kessela w meczu z Washington Capitals. Jest 88 zawodnikiem w historii ligi NHL, który zdobył 1000 punktów i więcej.             |             |
| 12 marca        | Aleksandr Owieczkin (Washington Capitals) zdobył 1200 punkt asystując przy golu Johna Carlsona w meczu z Pittsburgh Penguins. Jest 49 zawodnikiem w historii ligi NHL, który zdobył 1200 punktów i więcej.         |             |
| 24 marca        | Siergiej Bobrowski (Columbus Blue Jackets) wystąpił po raz 250 w zwycięskim spotkaniu. Jest 57 bramkarzem w historii ligi NHL, który uzyskał taką liczbę zwycięstw.                                                |             |
| 28 marca        | Jonathan Quick (Los Angeles Kings) wystąpił po raz 600 w spotkaniu z Vancouver Canucks. Jest 51 bramkarzem w historii ligi NHL, który rozegrał 600 i więcej spotkań.                                               |             |
| 1 kwietnia      | Anže Kopitar (Los Angeles Kings) wystąpił po raz 1000 w spotkaniu z Calgary Flames. Jest 337 zawodnikiem w historii ligi NHL, który rozegrał 1000 i więcej spotkań.                                                |             |
| 5 kwietnia      | Cam Ward (Chicago Blackhawks) wystąpił po raz 700 w spotkaniu z Dallas Stars. Jest 28 bramkarzem w historii ligi NHL, który rozegrał 700 i więcej spotkań.                                                         |             |
| 6 kwietnia      | Drużyna Tampa Bay Lightning zwyciężając po raz 62-gi wyrównała rekord ligi NHL w liczbie zwycięstw w sezonie zasadniczym należący od sezonu 1995/96 do zespołu Detroit Red Wings.                                  |             |

## Play-off

### Rozstawienie
Po zakończeniu sezonu zasadniczego 16 zespołów zapewniło sobie start w fazie play-off. Drużyna Tampa Bay Lightning zdobywca Presidents’ Trophy uzyskała najlepszy wynik w lidze zdobywając w 82 spotkaniach 128 punktów. Jest to najwyżej rozstawiona drużyna. Kolejne miejsce rozstawione uzupełnili mistrzowie dywizji: Washington Capitals, Nashville Predators oraz Calgary Flames.

#### Konferencja Wschodnia
Dywizja atlantycka
1. Tampa Bay Lightning – 128 punktów, mistrz dywizji atlantyckiej i konferencji wschodniej, zdobywca Presidents’ Trophy
2. Boston Bruins – 107 punktów
3. Toronto Maple Leafs – 100 punktów

Dywizja metropolitalna
1. Washington Capitals – 104 punky, mistrz dywizji metropolitalnej
2. New York Islanders – 103 punky
3. Pittsburgh Penguins – 100 punktów
4. Carolina Hurricanes – 99 punktów, dzika karta
5. Columbus Blue Jackets – 98 punktów, dzika karta

#### Konferencja Zachodnia
Dywizja pacyficzna
1. Calgary Flames – 107 punktów, mistrz dywizji pacyficznej i konferencji zachodniej
2. San Jose Sharks – 101 punktów
3. Vegas Golden Knights – 93 punkty

Dywizja centralna
1. Nashville Predators – 100 punktów, mistrz dywizji centralnej
2. Winnipeg Jets – 99 punktów (45 zwycięstw)
3. St. Louis Blues – 99 punktów (42 zwycięstwa)
4. Dallas Stars – 93 punkty, dzika karta
5. Colorado Avalanche – 90 punktów, dzika karta

### Drzewko playoff
Faza play-off rozgrywana jest w czterech rundach. Drużyna, która zajęła wyższe miejsce w sezonie zasadniczym w nagrodę zostaje gospodarzem ewentualnego siódmego meczu. Z tym, że zdobywca Presidents’ Trophy zawsze jest gospodarzem siódmego meczu. Wszystkie cztery rundy rozgrywane są w formule do czterech zwycięstw według schematu: 2-2-1-1-1, czyli wyżej rozstawiony rozgrywa mecze: 1 i 2 oraz ewentualnie 5 i 7 we własnej hali. Niżej rozstawiona drużyna rozgrywa mecze w swojej hali: trzeci, czwarty oraz ewentualnie szósty.
Wyżej rozstawiona drużyna jest pokazana w górnym rzędzie pary.
|  |                          |                          |                          |                     |                     |                       |                       |                       |  |  |                    |                    |                    |  |  |                        |                        |                        |
|  | Ćwierćfinały Konferencji | Ćwierćfinały Konferencji | Ćwierćfinały Konferencji |                     |                     | Półfinały Konferencji | Półfinały Konferencji | Półfinały Konferencji |  |  | Finały Konferencji | Finały Konferencji | Finały Konferencji |  |  | Finał Pucharu Stanleya | Finał Pucharu Stanleya | Finał Pucharu Stanleya |
|  | Ćwierćfinały Konferencji | Ćwierćfinały Konferencji | Ćwierćfinały Konferencji |                     |                     | Półfinały Konferencji | Półfinały Konferencji | Półfinały Konferencji |  |  | Finały Konferencji | Finały Konferencji | Finały Konferencji |  |  | Finał Pucharu Stanleya | Finał Pucharu Stanleya | Finał Pucharu Stanleya |
|  |                          |                          |                          |                     |                     |                       |                       |                       |  |  |                    |                    |                    |  |  |                        |                        |                        |
|  |                          |                          |                          |                     |                     |                       |                       |                       |  |  |                    |                    |                    |  |  |                        |                        |                        |
|  | M1                       | Washington Capitals      | 3                        |                     |                     |                       |                       |                       |  |  |                    |                    |                    |  |  |                        |                        |                        |
|  | M1                       | Washington Capitals      | 3                        |                     |                     |                       |                       |                       |  |  |                    |                    |                    |  |  |                        |                        |                        |
|  | WC                       | Carolina Hurricanes      | 4                        |                     |                     |                       |                       |                       |  |  |                    |                    |                    |  |  |                        |                        |                        |
|  | WC                       | Carolina Hurricanes      | 4                        | M2                  | New York Islanders  | 0                     |                       |                       |  |  |                    |                    |                    |  |  |                        |                        |                        |
|  |                          |                          |                          | M2                  | New York Islanders  | 0                     |                       |                       |  |  |                    |                    |                    |  |  |                        |                        |                        |
|  | WC                       | Carolina Hurricanes      | 4                        |                     |                     |                       |                       |                       |  |  |                    |                    |                    |  |  |                        |                        |                        |
|  | WC                       | Carolina Hurricanes      | 4                        | M2                  | New York Islanders  | 4                     |                       |                       |  |  |                    |                    |                    |  |  |                        |                        |                        |
|  |                          |                          |                          | M2                  | New York Islanders  | 4                     |                       |                       |  |  |                    |                    |                    |  |  |                        |                        |                        |
|  | M3                       | Pittsburgh Penguins      | 0                        |                     |                     |                       |                       |                       |  |  |                    |                    |                    |  |  |                        |                        |                        |
|  | M3                       | Pittsburgh Penguins      | 0                        | A2                  | Boston Bruins       | 4                     |                       |                       |  |  |                    |                    |                    |  |  |                        |                        |                        |
|  | Konferencja Wschodnia    |                          |                          | A2                  | Boston Bruins       | 4                     |                       |                       |  |  |                    |                    |                    |  |  |                        |                        |                        |
|  |                          |                          | WC                       | Carolona Hurricanes | 0                   |                       |                       |                       |  |  |                    |                    |                    |  |  |                        |                        |                        |
|  | A2                       | Boston Bruins            | WC                       | Carolona Hurricanes | 0                   | 4                     |                       |                       |  |  |                    |                    |                    |  |  |                        |                        |                        |
|  | A2                       | Boston Bruins            |                          |                     |                     | 4                     |                       |                       |  |  |                    |                    |                    |  |  |                        |                        |                        |
|  | A3                       | Toronto Maple Leafs      | 3                        |                     |                     |                       |                       |                       |  |  |                    |                    |                    |  |  |                        |                        |                        |
|  | A3                       | Toronto Maple Leafs      | 3                        | A2                  | Boston Bruins       | 4                     |                       |                       |  |  |                    |                    |                    |  |  |                        |                        |                        |
|  |                          |                          |                          | A2                  | Boston Bruins       | 4                     |                       |                       |  |  |                    |                    |                    |  |  |                        |                        |                        |
|  | WC                       | Columbus Blue Jackets    | 2                        |                     |                     |                       |                       |                       |  |  |                    |                    |                    |  |  |                        |                        |                        |
|  | WC                       | Columbus Blue Jackets    | 2                        | A1                  | Tampa Bay Lightning | 0                     |                       |                       |  |  |                    |                    |                    |  |  |                        |                        |                        |
|  |                          |                          |                          | A1                  | Tampa Bay Lightning | 0                     |                       |                       |  |  |                    |                    |                    |  |  |                        |                        |                        |
|  | WC                       | Columbus Blue Jackets    | 4                        |                     |                     |                       |                       |                       |  |  |                    |                    |                    |  |  |                        |                        |                        |
|  | WC                       | Columbus Blue Jackets    | 4                        | A2                  | Boston Bruins       | 3                     |                       |                       |  |  |                    |                    |                    |  |  |                        |                        |                        |
|  |                          |                          |                          |                     |                     |                       |                       |                       |  |  |                    |                    |                    |  |  |                        |                        |                        |
|  |                          |                          | C3                       | St. Louis Blues     | 4                   |                       |                       |                       |  |  |                    |                    |                    |  |  |                        |                        |                        |
|  | C1                       | Nashvill Predators       | C3                       | St. Louis Blues     | 4                   | 2                     |                       |                       |  |  |                    |                    |                    |  |  |                        |                        |                        |
|  | C1                       | Nashvill Predators       |                          |                     |                     | 2                     |                       |                       |  |  |                    |                    |                    |  |  |                        |                        |                        |
|  | WC                       | Dallas Stars             | 4                        |                     |                     |                       |                       |                       |  |  |                    |                    |                    |  |  |                        |                        |                        |
|  | WC                       | Dallas Stars             | 4                        | C3                  | St. Louis Blues     | 4                     |                       |                       |  |  |                    |                    |                    |  |  |                        |                        |                        |
|  |                          |                          |                          | C3                  | St. Louis Blues     | 4                     |                       |                       |  |  |                    |                    |                    |  |  |                        |                        |                        |
|  | WC                       | Dallas Stars             | 3                        |                     |                     |                       |                       |                       |  |  |                    |                    |                    |  |  |                        |                        |                        |
|  | WC                       | Dallas Stars             | 3                        | C2                  | Winnipeg Jetts      | 2                     |                       |                       |  |  |                    |                    |                    |  |  |                        |                        |                        |
|  |                          |                          |                          | C2                  | Winnipeg Jetts      | 2                     |                       |                       |  |  |                    |                    |                    |  |  |                        |                        |                        |
|  | C3                       | St. Louis Blues          | 4                        |                     |                     |                       |                       |                       |  |  |                    |                    |                    |  |  |                        |                        |                        |
|  | C3                       | St. Louis Blues          | 4                        | P2                  | San Jose Sharks     | 2                     |                       |                       |  |  |                    |                    |                    |  |  |                        |                        |                        |
|  | Konferencja Zachodnia    |                          |                          | P2                  | San Jose Sharks     | 2                     |                       |                       |  |  |                    |                    |                    |  |  |                        |                        |                        |
|  |                          |                          | C3                       | St. Louis Blues     | 4                   |                       |                       |                       |  |  |                    |                    |                    |  |  |                        |                        |                        |
|  | P2                       | San Jose Sharks          | C3                       | St. Louis Blues     | 4                   | 4                     |                       |                       |  |  |                    |                    |                    |  |  |                        |                        |                        |
|  | P2                       | San Jose Sharks          |                          |                     |                     | 4                     |                       |                       |  |  |                    |                    |                    |  |  |                        |                        |                        |
|  | P3                       | Vegas Golden Knights     | 3                        |                     |                     |                       |                       |                       |  |  |                    |                    |                    |  |  |                        |                        |                        |
|  | P3                       | Vegas Golden Knights     | 3                        | P2                  | San Jose Sharks     | 4                     |                       |                       |  |  |                    |                    |                    |  |  |                        |                        |                        |
|  |                          |                          |                          | P2                  | San Jose Sharks     | 4                     |                       |                       |  |  |                    |                    |                    |  |  |                        |                        |                        |
|  | WC                       | Colorado Avalanche       | 3                        |                     |                     |                       |                       |                       |  |  |                    |                    |                    |  |  |                        |                        |                        |
|  | WC                       | Colorado Avalanche       | 3                        | P1                  | Calgary Flames      | 1                     |                       |                       |  |  |                    |                    |                    |  |  |                        |                        |                        |
|  |                          |                          |                          | P1                  | Calgary Flames      | 1                     |                       |                       |  |  |                    |                    |                    |  |  |                        |                        |                        |
|  | WC                       | Colorado Avalanche       | 4                        |                     |                     |                       |                       |                       |  |  |                    |                    |                    |  |  |                        |                        |                        |
|  | WC                       | Colorado Avalanche       | 4                        |                     |                     |                       |                       |                       |  |  |                    |                    |                    |  |  |                        |                        |                        |
|  |                          |                          |                          |                     |                     |                       |                       |                       |  |  |                    |                    |                    |  |  |                        |                        |                        |

### Wyniki spotkań playoff
| KONFERENCJA WSCHODNIA     |                            |             |               |               |               |               |               |               |               |
| Drużyna wyżej rozstawiona | Drużyna niżej rozstawiona  | Wynik serii | Wyniki meczów | Wyniki meczów | Wyniki meczów | Wyniki meczów | Wyniki meczów | Wyniki meczów | Wyniki meczów |
| Drużyna wyżej rozstawiona | Drużyna niżej rozstawiona  | Wynik serii | 1.            | 2.            | 3.            | 4.            | 5.            | 6.            | 7.            |
| Ćwierćfinały              |                            |             |               |               |               |               |               |               |               |
| Washington Capitals (M1)  | Carolina Hurricanes (WC)   | 3 : 4       | 11 kwietnia   | 13 kwietnia   | 15 kwietnia   | 18 kwietnia   | 20 kwietnia   | 22 kwietnia   | 24 kwietnia   |
| Washington Capitals (M1)  | Carolina Hurricanes (WC)   | 3 : 4       | 4 : 2         | 4 : 3D        | 0 : 5         | 1 : 2         | 6 : 0         | 2 : 5         | 3 : 42D       |
| New York Islanders (M2)   | Pittsburgh Penguins (M3)   | 4 : 0       | 10 kwietnia   | 12 kwietnia   | 14 kwietnia   | 16 kwietnia   |               |               |               |
| New York Islanders (M2)   | Pittsburgh Penguins (M3)   | 4 : 0       | 4 : 3D        | 3 : 1         | 4 : 1         | 3 : 1         |               |               |               |
| Tampa Bay Lightning (A1)  | Columbus Blue Jackets (WC) | 0 : 4       | 10 kwietnia   | 12 kwietnia   | 14 kwietnia   | 16 kwietnia   |               |               |               |
| Tampa Bay Lightning (A1)  | Columbus Blue Jackets (WC) | 0 : 4       | 3 : 4         | 1 : 5         | 1 : 3         | 3 : 7         |               |               |               |
| Boston Bruins (A2)        | Toronto Maple Leafs (A3)   | 4 : 3       | 11 kwietnia   | 13 kwietnia   | 15 kwietnia   | 17 kwietnia   | 19 kwietnia   | 21 kwietnia   | 23 kwietnia   |
| Boston Bruins (A2)        | Toronto Maple Leafs (A3)   | 4 : 3       | 1 : 4         | 4 : 1         | 2 : 3         | 6 : 4         | 1 : 2         | 4 : 2         | 5 : 1         |
| Półfinały                 |                            |             |               |               |               |               |               |               |               |
| New York Islanders (M2)   | Carolina Hurricanes (WC)   | 0 : 4       | 26 kwietnia   | 28 kwietnia   | 1 maja        | 3 maja        |               |               |               |
| New York Islanders (M2)   | Carolina Hurricanes (WC)   | 0 : 4       | 0 : 1         | 1 : 2         | 2 : 5         | 2 : 5         |               |               |               |
| Boston Bruins (A2)        | Columbus Blue Jackets (WC) | 4 : 2       | 25 kwietnia   | 27 kwietnia   | 30 kwietnia   | 2 maja        | 4 maja        | 6 maja        |               |
| Boston Bruins (A2)        | Columbus Blue Jackets (WC) | 4 : 2       | 3 : 2D        | 2 : 32D       | 1 : 2         | 4 : 1         | 4 : 3         | 3 : 0         |               |
| Finał                     |                            |             |               |               |               |               |               |               |               |
| Boston Bruins (A2)        | Carolina Hurricanes (WC)   | 4 : 0       | 9 maja        | 12 maja       | 14 maja       | 16 maja       |               |               |               |
| Boston Bruins (A2)        | Carolina Hurricanes (WC)   | 4 : 0       | 5 : 2         | 6 : 2         | 2 : 1         | 4 : 0         |               |               |               |

| KONFERENCJA ZACHODNIA     |                           |             |               |               |               |               |               |               |               |
| Drużyna wyżej rozstawiona | Drużyna niżej rozstawiona | Wynik serii | Wyniki meczów | Wyniki meczów | Wyniki meczów | Wyniki meczów | Wyniki meczów | Wyniki meczów | Wyniki meczów |
| Drużyna wyżej rozstawiona | Drużyna niżej rozstawiona | Wynik serii | 1.            | 2.            | 3.            | 4.            | 5.            | 6.            | 7.            |
| Ćwierćfinały              |                           |             |               |               |               |               |               |               |               |
| Nashville Predators (C1)  | Dallas Stars (WC)         | 2 : 4       | 10 kwietnia   | 13 kwietnia   | 15 kwietnia   | 17 kwietnia   | 20 kwietnia   | 22 kwietnia   |               |
| Nashville Predators (C1)  | Dallas Stars (WC)         | 2 : 4       | 2 : 3         | 2 : 1D        | 3 : 2         | 1 : 5         | 3 : 5         | 1 : 2D        |               |
| Winnipeg Jets (C2)        | St. Louis Blues (C3)      | 2 : 4       | 10 kwietnia   | 12 kwietnia   | 14 kwietnia   | 16 kwietnia   | 18 kwietnia   | 20 kwietnia   |               |
| Winnipeg Jets (C2)        | St. Louis Blues (C3)      | 2 : 4       | 1 : 2         | 3 : 4         | 6 : 3         | 2 : 1D        | 2 : 3         | 2 : 3         |               |
| Calgary Flames (P1)       | Colorado Avalanche (WC)   | 1 : 4       | 11 kwietnia   | 13 kwietnia   | 15 kwietnia   | 17 kwietnia   | 19 kwietnia   |               |               |
| Calgary Flames (P1)       | Colorado Avalanche (WC)   | 1 : 4       | 4 : 0         | 2 : 3D        | 2 : 6         | 2 : 3D        | 1 : 5         |               |               |
| San Jose Sharks (P2)      | Vegas Golden Knights (P3) | 4 : 3       | 10 kwietnia   | 12 kwietnia   | 14 kwietnia   | 16 kwietnia   | 18 kwietnia   | 21 kwietnia   | 23 kwietnia   |
| San Jose Sharks (P2)      | Vegas Golden Knights (P3) | 4 : 3       | 5 : 2         | 3 : 5         | 3 : 6         | 0 : 5         | 5 : 2         | 2 : 12D       | 5 : 4D        |
| Półfinały                 |                           |             |               |               |               |               |               |               |               |
| St. Louis Blues (C3)      | Dallas Stars (WC)         | 3 : 3       | 25 kwietnia   | 27 kwietnia   | 29 kwietnia   | 1 maja        | 3 maja        | 5 maja        | 7 maja        |
| St. Louis Blues (C3)      | Dallas Stars (WC)         | 3 : 3       | 3 : 2         | 2 : 4         | 4 : 3         | 2 : 4         | 1 : 2         | 4 : 1         | 2 : 12D       |
| San Jose Sharks (P2)      | Colorado Avalanche (WC)   | 4 : 3       | 26 kwietnia   | 28 kwietnia   | 30 kwietnia   | 2 maja        | 4 maja        | 6 maja        | 8 maja        |
| San Jose Sharks (P2)      | Colorado Avalanche (WC)   | 4 : 3       | 5 : 2         | 3 : 4         | 4 : 2         | 0 : 3         | 2 ; 1         | 3 : 4D        | 3 : 2         |
| Finał                     |                           |             |               |               |               |               |               |               |               |
| San Jose Sharks (P2)      | St. Louis Blues (C3)      | 2 : 4       | 11 maja       | 13 maja       | 15 maja       | 17 maja       | 19 maja       | 21 maja       |               |
| San Jose Sharks (P2)      | St. Louis Blues (C3)      | 2 : 4       | 6 : 3         | 2 : 4         | 5 : 4D        | 1 : 2         | 0 : 5         | 1 : 5         |               |

| Szczegóły meczu | Szczegóły meczu               | Szczegóły meczu                                                                     | Szczegóły meczu                                       | Szczegóły meczu                                                            | Szczegóły meczu                                              |
| Tercja | Stan meczu                    | Zdobywcy bramek                                                                     | Zdobywcy bramek                                       | Kary                                                                       | Kary                                                         |
| Tercja | Stan meczu                    | Strzelec                                                                            | Asysta                                                | Ukarany zawodnik                                                           | Przewinienie                                                 |
| --- | ----------------------------- | ----------------------------------------------------------------------------------- | ----------------------------------------------------- | -------------------------------------------------------------------------- | ------------------------------------------------------------ |
| 1 (0 : 1) | 0 : 1 STL                     | 07:23 Brayden Schenn (3)                                                            | J.Schwartz (5), J.Bouwmeester (6)                     | 03:37 Sean Kuraly (BOS) 13:15 David Perron (STL) 16:45 Robert Thomas (STL) | spowodowanie upadku przeciwnika zahaczanie                   |
| 2 (2 : 1) | 0 : 2 STL 1 : 2 BOS 2 : 2 BOS | 21:00 Władimir Tarasienko (9) 22:16 Connor Clifton (2) 32:41 Charlie McAvoy (2) PPG | B.Schenn (6) S.Kuraly (4), J.Nordström (3) bez asysty | 25:25 Joel Edmundson (STL) 31:04 Oskar Sundqvist (STL)                     | niebezpieczna gra wysokim kijem atak kijem trzymanym oburącz |
| 3 (2 : 0) | 3 : 2 BOS 4 : 2 BOS           | 45:21 Sean Kuraly (3) 58:11 Brad Marchand (8)                                       | N.Acciari (2), Z.Chára (3) bez asysty                 | 46:55 David Krejčí (BOS) 53:28 Sammy Blais (STL)                           | niedozwolone uderzenie w głowę przeszkadzanie w grze         |
| Statystyki bramkarzy | Statystyki bramkarzy          | Jordan Binnington (STL) Tuukka Rask (BOS)                                           | Czas gry – 58:06 Czas gry – 59:40                     | 34 obrony / 37 strzałów 18 obron / 20 strzałów                             | SV% –.919 SV% –.900                                          |
| Objaśnienia: PPG – gol w przewadze, SHG – gol w osłabieniu, EN – gol do pustej bramki, OT – dogrywka, SV% – procent obronionych strzałów |                               |                                                                                     |                                                       |                                                                            |                                                              |
| \| Trzy gwiazdy meczu \| Trzy gwiazdy meczu \| Trzy gwiazdy meczu \| Trzy gwiazdy meczu \| Trzy gwiazdy meczu \| Trzy gwiazdy meczu \| \| 1 \| 1 \| 2 \| 2 \| 3 \| 3 \| \| ------------------ \| ------------------------- \| ------------------ \| ------------------------------ \| ------------------ \| ---------------------------- \| \| \| Sean Kuraly Boston Bruins \| \| Marcus Johansson Boston Bruins \| \| Connor Clifton Boston Bruins \| |                               |                                                                                     |                                                       |                                                                            |                                                              |
| Trzy gwiazdy meczu |                               |                                                                                     |                                                       |                                                                            |                                                              |
| 1 | 1                             | 2                                                                                   | 2                                                     | 3                                                                          | 3                                                            |
| | Sean Kuraly Boston Bruins     |                                                                                     | Marcus Johansson Boston Bruins                        |                                                                            | Connor Clifton Boston Bruins                                 |

| Trzy gwiazdy meczu | Trzy gwiazdy meczu        | Trzy gwiazdy meczu | Trzy gwiazdy meczu             | Trzy gwiazdy meczu | Trzy gwiazdy meczu           |
| 1                  | 1                         | 2                  | 2                              | 3                  | 3                            |
| ------------------ | ------------------------- | ------------------ | ------------------------------ | ------------------ | ---------------------------- |
|                    | Sean Kuraly Boston Bruins |                    | Marcus Johansson Boston Bruins |                    | Connor Clifton Boston Bruins |

| Szczegóły meczu | Szczegóły meczu                         | Szczegóły meczu                                                                                                 | Szczegóły meczu                                                                         | Szczegóły meczu                                                                                             | Szczegóły meczu |
| Tercja | Stan meczu                              | Zdobywcy bramek                                                                                                 | Zdobywcy bramek                                                                         | Kary | Kary |
| Tercja | Stan meczu                              | Strzelec | Asysta                                                                                  | Ukarany zawodnik                                                                                            | Przewinienie |
| --- | --------------------------------------- | --- | --------------------------------------------------------------------------------------- | --- | --- |
| 1 (2 : 2) | 1 : 0 BOS 1 : 1 STL 2 : 1 BOS 2 : 2 STL | 04:44 Charlie Coyle (7) PPG 09:37 Robert Bortuzzo (2) 10:17 Joakim Nordström (3) 14:55 Władimir Tarasienko (10) | J.DeBrusk (5), D.Pastrňák (9) T.Bozak (6), C.Gunnarsson (1) S.Kuraly (5) J.Schwartz (6) | 03:55 Sammy Blais (STL) 17:57 Oskar Sundqvist (STL)                                                         | przeszkadzanie w grze bramkarzowi wrzucenie na bandę                                                                    |
| 2 (0 : 0) |                                         | |                                                                                         | 23:34 Connor Clifton (BOS) 32:19 Joel Edmundson (STL) 35:39 Connor Clifton (BOS) 37:56 Jaden Schwartz (STL) | przeszkadzanie w grze spowodowanie upadku przeciwnika niebezpieczna gra wysokim kijem przeszkadzanie w grze bramkarzowi |
| 3 (0 : 0) |                                         | |                                                                                         | 53:22 Brayden Schenn (STL)                                                                                  | uderzanie kijem |
| OT (0 : 1) | 2 : 3 STL                               | 63:51 Carl Gunnarsson (1)                                                                                       | R.O’Reilly (12), O.Sundqvist (5)                                                        | | |
| Statystyki bramkarzy | Statystyki bramkarzy                    | Jordan Binnington (STL) Tuukka Rask (BOS)                                                                       | Czas gry – 63:43 Czas gry – 63:49                                                       | 21 obron / 23 strzały 34 obrony / 37 strzałów                                                               | SV% –.913 SV% –.919 |
| Objaśnienia: PPG – gol w przewadze, SHG – gol w osłabieniu, EN – gol do pustej bramki, OT – dogrywka, SV% – procent obronionych strzałów |                                         | |                                                                                         | | |
| \| Trzy gwiazdy meczu \| Trzy gwiazdy meczu \| Trzy gwiazdy meczu \| Trzy gwiazdy meczu \| Trzy gwiazdy meczu \| Trzy gwiazdy meczu \| \| 1 \| 1 \| 2 \| 2 \| 3 \| 3 \| \| ------------------ \| ------------------------------- \| ------------------ \| ----------------------------------- \| ------------------ \| ------------------------------ \| \| \| Carl Gunnarsson St. Louis Blues \| \| Władimir Tarasienko St. Louis Blues \| \| Joakim Nordström Boston Bruins \| |                                         | |                                                                                         | | |
| Trzy gwiazdy meczu |                                         | |                                                                                         | | |
| 1 | 1                                       | 2 | 2                                                                                       | 3 | 3 |
| | Carl Gunnarsson St. Louis Blues         | | Władimir Tarasienko St. Louis Blues                                                     | | Joakim Nordström Boston Bruins                                                                                          |

| Trzy gwiazdy meczu | Trzy gwiazdy meczu              | Trzy gwiazdy meczu | Trzy gwiazdy meczu                  | Trzy gwiazdy meczu | Trzy gwiazdy meczu             |
| 1                  | 1                               | 2                  | 2                                   | 3                  | 3                              |
| ------------------ | ------------------------------- | ------------------ | ----------------------------------- | ------------------ | ------------------------------ |
|                    | Carl Gunnarsson St. Louis Blues |                    | Władimir Tarasienko St. Louis Blues |                    | Joakim Nordström Boston Bruins |

| Szczegóły meczu | Szczegóły meczu                | Szczegóły meczu                                                                    | Szczegóły meczu                                                                        | Szczegóły meczu | Szczegóły meczu |
| Tercja | Stan meczu                     | Zdobywcy bramek                                                                    | Zdobywcy bramek                                                                        | Kary | Kary |
| Tercja | Stan meczu                     | Strzelec                                                                           | Asysta                                                                                 | Ukarany zawodnik | Przewinienie |
| --- | ------------------------------ | ---------------------------------------------------------------------------------- | -------------------------------------------------------------------------------------- | --- | --- |
| 1 (0 : 3) | 0 : 1 BOS 0 : 2 BOS 0 : 3 BOS  | 10:47 Patrice Bergeron (9) PPG 17:40 Charlie Coyle (8) 19:50 Sean Kuraly (4)       | T.Krug (12), J.DeBrusk (6) M.Johansson (7), D.Heinen (6) J.Nordström (4)               | 01:02 Jake DeBrusk (BOS) 10:26 David Perron (STL) 14:22 Connor Clifton (BOS) 14:22 Iwan Barbaszow (STL) 19:50 David Perron (STL)                            | atak łokciem przeszkadzanie w grze nadmierna ostrość w grze niesportowe zachowanie opóźnianie gry                                   |
| 2 (1 : 2) | 0 : 4 BOS 1 : 4 STL 1 : 5 BOS  | 20:41 David Pastrňák (8) 31:05 Iwan Barbaszow (3) 32:12 Torey Krug (2) PPG         | T.Krug (13), P.Bergeron (6) Z.Sanford (1), A.Steen (3) B.Marchand (12), P.Bergeron (7) | 27:37 Charlie McAvoy (BOS) 27:37 Patrick Maroon (STL) 27:37 Zdeno Chára (BOS) 31:41 Colton Parayko (STL)                                                    | uderzanie kijem niesportowe zachowanie niebezpieczna gra wysokim kijem                                                              |
| 3 (1 : 2) | 2 : 5 STL 2 : 6 BOS 2 : 7 BOS  | 45:24 Colton Parayko (2) PPG 58:12 Noel Acciari (2) 58:35 Marcus Johansson (4) PPG | R.O’Reilly (13), T.Bozak (7) J.Nordström (5), C.Coyle (7) T.Krug (14), C.Clifton (3)   | 40:54 David Perron (STL) 40:54 Connor Clifton (BOS) 41:31 Brandon Carlo (BOS) 45:18 Zdeno Chára (BOS) 46:04 Jake DeBrusk (BOS) 58:12 Alex Pietrangelo (STL) | nadmierna ostrość w grze atak kijem trzymanym oburącz przeszkadzanie w grze nadmierna ostrość w grze opóźnianie gry uderzanie kijem |
| Statystyki bramkarzy | Statystyki bramkarzy           | Jordan Binnington (STL) Jake Allen (STL) Tuukka Rask (BOS)                         | Czas gry – 32:12 Czas gry – 24:28 Czas gry – 60:00                                     | 14 obron / 19 strzałów 3 obrony / 4 strzały 27 obron / 29 strzałów                                                                                          | SV% –.737 SV% –.750 SV% –.931 |
| Objaśnienia: PPG – gol w przewadze, SHG – gol w osłabieniu, EN – gol do pustej bramki, OT – dogrywka, SV% – procent obronionych strzałów |                                |                                                                                    |                                                                                        | | |
| \| Trzy gwiazdy meczu \| Trzy gwiazdy meczu \| Trzy gwiazdy meczu \| Trzy gwiazdy meczu \| Trzy gwiazdy meczu \| Trzy gwiazdy meczu \| \| 1 \| 1 \| 2 \| 2 \| 3 \| 3 \| \| ------------------ \| ------------------------------ \| ------------------ \| ------------------------ \| ------------------ \| ---------------------------- \| \| \| Patrice Bergeron Boston Bruins \| \| Torey Krug Boston Bruins \| \| David Pastrňák Boston Bruins \| |                                |                                                                                    |                                                                                        | | |
| Trzy gwiazdy meczu |                                |                                                                                    |                                                                                        | | |
| 1 | 1                              | 2                                                                                  | 2                                                                                      | 3 | 3 |
| | Patrice Bergeron Boston Bruins |                                                                                    | Torey Krug Boston Bruins                                                               | | David Pastrňák Boston Bruins |

| Trzy gwiazdy meczu | Trzy gwiazdy meczu             | Trzy gwiazdy meczu | Trzy gwiazdy meczu       | Trzy gwiazdy meczu | Trzy gwiazdy meczu           |
| 1                  | 1                              | 2                  | 2                        | 3                  | 3                            |
| ------------------ | ------------------------------ | ------------------ | ------------------------ | ------------------ | ---------------------------- |
|                    | Patrice Bergeron Boston Bruins |                    | Torey Krug Boston Bruins |                    | David Pastrňák Boston Bruins |

| Szczegóły meczu | Szczegóły meczu               | Szczegóły meczu                                                                | Szczegóły meczu                                                            | Szczegóły meczu                                                                                          | Szczegóły meczu                                                                              |
| Tercja | Stan meczu                    | Zdobywcy bramek                                                                | Zdobywcy bramek                                                            | Kary | Kary                                                                                         |
| Tercja | Stan meczu                    | Strzelec                                                                       | Asysta                                                                     | Ukarany zawodnik                                                                                         | Przewinienie                                                                                 |
| --- | ----------------------------- | ------------------------------------------------------------------------------ | -------------------------------------------------------------------------- | --- | -------------------------------------------------------------------------------------------- |
| 1 (2 : 1) | 1 : 0 STL 1 : 1 BOS 2 : 1 STL | 00:43 Ryan O’Reilly (4) 13:14 Charlie Coyle (9) 15:30 Władimir Tarasienko (11) | Z.Sanford (2), V.Dunn (6) Zdeno Chára (4) A.Pietrangelo (12), B.Schenn (7) | |                                                                                              |
| 2 (0 : 1) | 2 : 2 BOS                     | 34:19 Brandon Carlo (2) SHG                                                    | P.Bergeron (8), B.Marchand (13)                                            | 25:47 Charlie Coyle (BOS) 28:31 Colton Parayko (STL) 33:53 Connor Clifton (BOS)                          | niebezpieczna gra wysokim kijem opóźnianie gry uderzenie w głowę                             |
| 3 (2 : 0) | 3 : 2 STL 4 : 2 STL           | 50:38 Ryan O’Reilly (5) 58:31 Brayden Schenn (4) EN                            | A.Pietrangelo (12), C.Gunnarsson (2) bez asysty                            | 42:08 Danton Heinen (BOS) 46:42 Jay Bouwmeester (STL) 49:34 Torey Krug (BOS) 49:34 Jay Bouwmeester (STL) | spowodowanie upadku przeciwnika niebezpieczna gra wysokim kijem uderzanie kijem atak łokciem |
| Statystyki bramkarzy | Statystyki bramkarzy          | Jordan Binnington (STL) Tuukka Rask (BOS)                                      | Czas gry – 60:00 Czas gry – 58:52                                          | 21 obron / 23 strzały 34 obrony / 37 strzałów                                                            | SV% –.913 SV% –.919                                                                          |
| Objaśnienia: PPG – gol w przewadze, SHG – gol w osłabieniu, EN – gol do pustej bramki, OT – dogrywka, SV% – procent obronionych strzałów |                               |                                                                                |                                                                            | |                                                                                              |
| \| Trzy gwiazdy meczu \| Trzy gwiazdy meczu \| Trzy gwiazdy meczu \| Trzy gwiazdy meczu \| Trzy gwiazdy meczu \| Trzy gwiazdy meczu \| \| 1 \| 1 \| 2 \| 2 \| 3 \| 3 \| \| ------------------ \| ----------------------------- \| ------------------ \| -------------------------------- \| ------------------ \| ---------------------------- \| \| \| Ryan O’Reilly St. Louis Blues \| \| Alex Pietrangelo St. Louis Blues \| \| Zach Sanford St. Louis Blues \| |                               |                                                                                |                                                                            | |                                                                                              |
| Trzy gwiazdy meczu |                               |                                                                                |                                                                            | |                                                                                              |
| 1 | 1                             | 2                                                                              | 2                                                                          | 3 | 3                                                                                            |
| | Ryan O’Reilly St. Louis Blues |                                                                                | Alex Pietrangelo St. Louis Blues                                           | | Zach Sanford St. Louis Blues                                                                 |

| Trzy gwiazdy meczu | Trzy gwiazdy meczu            | Trzy gwiazdy meczu | Trzy gwiazdy meczu               | Trzy gwiazdy meczu | Trzy gwiazdy meczu           |
| 1                  | 1                             | 2                  | 2                                | 3                  | 3                            |
| ------------------ | ----------------------------- | ------------------ | -------------------------------- | ------------------ | ---------------------------- |
|                    | Ryan O’Reilly St. Louis Blues |                    | Alex Pietrangelo St. Louis Blues |                    | Zach Sanford St. Louis Blues |

| Szczegóły meczu | Szczegóły meczu               | Szczegóły meczu                               | Szczegóły meczu                          | Szczegóły meczu                                  | Szczegóły meczu                |
| Tercja | Stan meczu                    | Zdobywcy bramek                               | Zdobywcy bramek                          | Kary                                             | Kary                           |
| Tercja | Stan meczu                    | Strzelec                                      | Asysta                                   | Ukarany zawodnik                                 | Przewinienie                   |
| --- | ----------------------------- | --------------------------------------------- | ---------------------------------------- | ------------------------------------------------ | ------------------------------ |
| 1 (0 : 0) |                               |                                               |                                          | 06:27 Vince Dunn (STL) 17:22 Brad Marchand (BOS) | opóźnianie gry uderzanie kijem |
| 2 (0 : 1) | 0 : 1 STL                     | 20:55 Ryan O’Reilly (6)                       | Z.Sanford (3), A.Pietrangelo (14)        | 29:25 David Perron (STL)                         | przeszkadzanie w grze          |
| 3 (1 : 1) | 0 : 2 STL 1 : 2 BOS           | 50:36 David Perron (7) 53:32 Jake DeBrusk (4) | R.O’Reilly (14), T.Bozak (8) T.Krug (15) | 43:09 Alexander Steen (STL)                      | przeszkadzanie w grze          |
| Statystyki bramkarzy | Statystyki bramkarzy          | Jordan Binnington (STL) Tuukka Rask (BOS)     | Czas gry – 60:00 Czas gry – 58:42        | 38 obron / 39 strzałów 19 obron / 21 strzałów    | SV% –.974 SV% –.905            |
| Objaśnienia: PPG – gol w przewadze, SHG – gol w osłabieniu, EN – gol do pustej bramki, OT – dogrywka, SV% – procent obronionych strzałów |                               |                                               |                                          |                                                  |                                |
| \| Trzy gwiazdy meczu \| Trzy gwiazdy meczu \| Trzy gwiazdy meczu \| Trzy gwiazdy meczu \| Trzy gwiazdy meczu \| Trzy gwiazdy meczu \| \| 1 \| 1 \| 2 \| 2 \| 3 \| 3 \| \| ------------------ \| ----------------------------- \| ------------------ \| --------------------------------- \| ------------------ \| ------------------------ \| \| \| Ryan O’Reilly St. Louis Blues \| \| Jordan Binnington St. Louis Blues \| \| Torey Krug Boston Bruins \| |                               |                                               |                                          |                                                  |                                |
| Trzy gwiazdy meczu |                               |                                               |                                          |                                                  |                                |
| 1 | 1                             | 2                                             | 2                                        | 3                                                | 3                              |
| | Ryan O’Reilly St. Louis Blues |                                               | Jordan Binnington St. Louis Blues        |                                                  | Torey Krug Boston Bruins       |

| Trzy gwiazdy meczu | Trzy gwiazdy meczu            | Trzy gwiazdy meczu | Trzy gwiazdy meczu                | Trzy gwiazdy meczu | Trzy gwiazdy meczu       |
| 1                  | 1                             | 2                  | 2                                 | 3                  | 3                        |
| ------------------ | ----------------------------- | ------------------ | --------------------------------- | ------------------ | ------------------------ |
|                    | Ryan O’Reilly St. Louis Blues |                    | Jordan Binnington St. Louis Blues |                    | Torey Krug Boston Bruins |

| Szczegóły meczu | Szczegóły meczu                                   | Szczegóły meczu | Szczegóły meczu                                                                                       | Szczegóły meczu | Szczegóły meczu                                                                              |
| Tercja | Stan meczu                                        | Zdobywcy bramek | Zdobywcy bramek                                                                                       | Kary | Kary                                                                                         |
| Tercja | Stan meczu                                        | Strzelec | Asysta                                                                                                | Ukarany zawodnik | Przewinienie                                                                                 |
| --- | ------------------------------------------------- | --- | --- | --- | -------------------------------------------------------------------------------------------- |
| 1 (0 : 1) | 0 : 1 BOS                                         | 08:40 Brad Marchand (9) PPG                                                                                                | D.Pastrňák (10), T.Krug (16)                                                                          | 02:42 Sean Kuraly (BOS) 07:17 Brayden Schenn (STL) 08:19 Ryan O’Reilly (STL) 18:21 Zdeno Chára (BOS)                               | opóźnianie gry wrzucenie na bandę opóźnianie gry przeszkadzanie w grze                       |
| 2 (0 : 0) |                                                   | | | 29:11 Brad Marchand (BOS) 33:43 Charlie McAvoy (BOS)                                                                               | spowodowanie upadku przeciwnika                                                              |
| 3 (1 : 4) | 0 : 2 BOS 0 : 3 BOS 1 : 3 STL 1 : 4 BOS 1 : 5 BOS | 42:31 Brandon Carlo (2) 50:15 Karson Kuhlman (1) 52:01 Ryan O’Reilly (7) 54:06 David Pastrňák (1) 57:41 Zdeno Chára (2) EN | J.DeBrusk (7) D.Krejčí (11) A.Pietrangelo (15), D.Perron (8) B.Marchand (14), S.Kuraly (6) bez asysty | 59:38 Sammy Blais (STL) 59:38 Sammy Blais (STL) 59:38 Connor Clifton (BOS) 59:43 Robert Bortuzzo (STL) 59:43 Robert Bortuzzo (STL) | uderzanie kijem nadmierna ostrość w grze atak kijem trzymanym oburącz niesportowe zachowanie |
| Statystyki bramkarzy | Statystyki bramkarzy                              | Jordan Binnington (STL) Tuukka Rask (BOS)                                                                                  | Czas gry – 58:07 Czas gry – 60:00                                                                     | 27 obron / 31 strzałów 28 obron / 29 strzałów                                                                                      | SV% –.871 SV% –.966                                                                          |
| Objaśnienia: PPG – gol w przewadze, SHG – gol w osłabieniu, EN – gol do pustej bramki, OT – dogrywka, SV% – procent obronionych strzałów |                                                   | | | |                                                                                              |
| \| Trzy gwiazdy meczu \| Trzy gwiazdy meczu \| Trzy gwiazdy meczu \| Trzy gwiazdy meczu \| Trzy gwiazdy meczu \| Trzy gwiazdy meczu \| \| 1 \| 1 \| 2 \| 2 \| 3 \| 3 \| \| ------------------ \| ------------------------- \| ------------------ \| --------------------------- \| ------------------ \| ---------------------------- \| \| \| Tuukka Rask Boston Bruins \| \| Brad Marchand Boston Bruins \| \| David Pastrňák Boston Bruins \| |                                                   | | | |                                                                                              |
| Trzy gwiazdy meczu |                                                   | | | |                                                                                              |
| 1 | 1                                                 | 2 | 2 | 3 | 3                                                                                            |
| | Tuukka Rask Boston Bruins                         | | Brad Marchand Boston Bruins                                                                           | | David Pastrňák Boston Bruins                                                                 |

| Trzy gwiazdy meczu | Trzy gwiazdy meczu        | Trzy gwiazdy meczu | Trzy gwiazdy meczu          | Trzy gwiazdy meczu | Trzy gwiazdy meczu           |
| 1                  | 1                         | 2                  | 2                           | 3                  | 3                            |
| ------------------ | ------------------------- | ------------------ | --------------------------- | ------------------ | ---------------------------- |
|                    | Tuukka Rask Boston Bruins |                    | Brad Marchand Boston Bruins |                    | David Pastrňák Boston Bruins |

| Szczegóły meczu | Szczegóły meczu               | Szczegóły meczu                                                         | Szczegóły meczu                                                              | Szczegóły meczu                               | Szczegóły meczu     |
| Tercja | Stan meczu                    | Zdobywcy bramek                                                         | Zdobywcy bramek                                                              | Kary                                          | Kary                |
| Tercja | Stan meczu                    | Strzelec                                                                | Asysta                                                                       | Ukarany zawodnik                              | Przewinienie        |
| --- | ----------------------------- | ----------------------------------------------------------------------- | ---------------------------------------------------------------------------- | --------------------------------------------- | ------------------- |
| 1 (0 : 2) | 0 : 1 STL 0 : 2 STL           | 16:47 Ryan O’Reilly (8) 19:52 Alex Pietrangelo (3)                      | J.Bouwmeester (7), A.Pietrangelo (16) J.Schwartz (7)                         | 07:57 Colton Parayko (STL)                    | opóźnianie gry      |
| 2 (0 : 0) |                               |                                                                         |                                                                              |                                               |                     |
| 3 (1 : 2) | 0 : 3 STL 0 : 4 STL 1 : 4 BOS | 51:25 Brayden Schenn (5) 55:22 Zach Sanford (1) 57:50 Matt Grzelcyk (4) | W.Tarasienko (6), J.Schwartz (8) D.Perron (9), R.O’Reilly (15) D.Krejčí (12) |                                               |                     |
| Statystyki bramkarzy | Statystyki bramkarzy          | Jordan Binnington (STL) Tuukka Rask (BOS)                               | Czas gry – 60:00 Czas gry – 56:34                                            | 32 obrony / 33 strzały 16 obron / 20 strzałów | SV% –.970 SV% –.800 |
| Objaśnienia: PPG – gol w przewadze, SHG – gol w osłabieniu, EN – gol do pustej bramki, OT – dogrywka, SV% – procent obronionych strzałów |                               |                                                                         |                                                                              |                                               |                     |

### Najlepsi zawodnicy playoff
Zawodnicy z pola
| Punkty                                      | Punkty | Gole                                                                                | Gole | Asysty                                  | Asysty | +/−                                        | +/− |
| ------------------------------------------- | ------ | ----------------------------------------------------------------------------------- | ---- | --------------------------------------- | ------ | ------------------------------------------ | --- |
| Ryan O’Reilly (STL) Brad Marchand (BOS)     | 23     | Logan Couture (SJS)                                                                 | 14   | Alex Pietrangelo (STL) Torey Krug (BOS) | 16     | Zdeno Chára (BOS)                          | +11 |
| Ryan O’Reilly (STL) Brad Marchand (BOS)     | 23     | Jaden Schwartz (STL)                                                                | 12   | Alex Pietrangelo (STL) Torey Krug (BOS) | 16     | Brandon Carlo (BOS)                        | +10 |
| Logan Couture (SJS) Jaden Schwartz (STL)    | 20     | Władimir Tarasienko (STL)                                                           | 11   | Ryan O’Reilly (STL)                     | 15     | Jaden Schwartz (STL) Jay Bouwmeester (STL) | +9  |
| Logan Couture (SJS) Jaden Schwartz (STL)    | 20     | Tomáš Hertl (SJS)                                                                   | 10   | Brad Marchand (BOS) Erik Karlsson (SJS) | 14     | Jaden Schwartz (STL) Jay Bouwmeester (STL) | +9  |
| Alex Pietrangelo (STL) David Pastrňák (BOS) | 19     | Brad Marchand (BOS) Patrice Bergeron (BOS) David Pastrňák (BOS) Charlie Coyle (BOS) | 9    | Brad Marchand (BOS) Erik Karlsson (SJS) | 14     | Charlie Coyle (BOS) John Klingberg (DAL)   | +8  |

Bramkarze

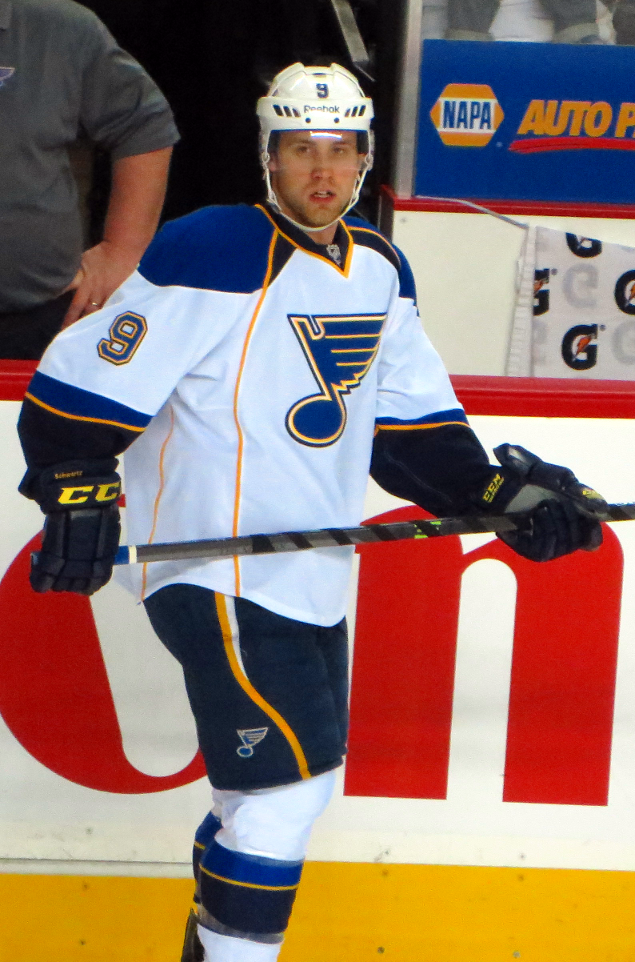
Jaden Schwartz

W zestawieniu ujęto bramkarzy grających przez co najmniej 600 minut.

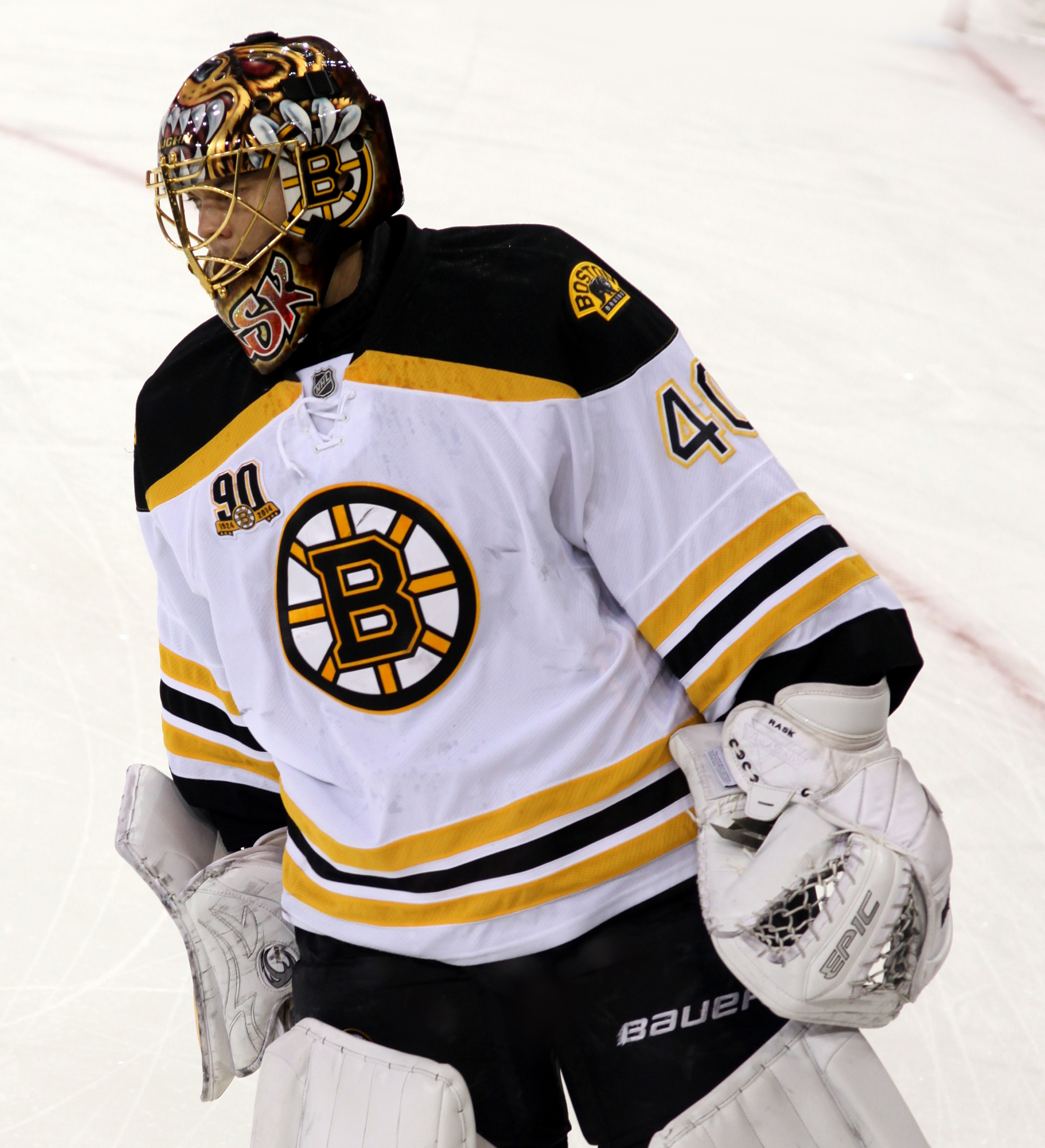
Tuukka Rask

| Obrony (w %)                                    | Obrony (w %) | GAA                      | GAA  | Shutouty | Shutouty | Zwycięstwa                              | Zwycięstwa |
| ----------------------------------------------- | ------------ | ------------------------ | ---- | --- | -------- | --------------------------------------- | ---------- |
| Robin Lehner (NYI)                              | .936         | Robin Lehner (NYI)       | 2.00 | Tuukka Rask (BOS) Petr Mrázek (CAR)                                                                         | 2        | Jordan Binnington (STL)                 | 16         |
| Tuukka Rask (BOS)                               | .934         | Tuukka Rask (BOS)        | 2.02 | Tuukka Rask (BOS) Petr Mrázek (CAR)                                                                         | 2        | Tuukka Rask (BOS)                       | 15         |
| Ben Bishop (DAL)                                | .933         | Ben Bishop (DAL)         | 2.22 | Jordan Binnington (STL) Philipp Grubauer (COL) Braden Holtby (WSH) Marc-André Fleury (VGK) Mike Smith (CGY) | 1        | Martin Jones (SJS)                      | 10         |
| Siergiej Bobrowski (CBJ) Philipp Grubauer (COL) | .925         | Philipp Grubauer (COL)   | 2.30 | Jordan Binnington (STL) Philipp Grubauer (COL) Braden Holtby (WSH) Marc-André Fleury (VGK) Mike Smith (CGY) | 1        | Ben Bishop (DAL) Philipp Grubauer (COL) | 7          |
| Siergiej Bobrowski (CBJ) Philipp Grubauer (COL) | .925         | Siergiej Bobrowski (CBJ) | 2.41 | Jordan Binnington (STL) Philipp Grubauer (COL) Braden Holtby (WSH) Marc-André Fleury (VGK) Mike Smith (CGY) | 1        | Ben Bishop (DAL) Philipp Grubauer (COL) | 7          |

## Nagrody

### Nagrody drużynowe
| Nagroda | Nagroda                                                           | Drużyna         |
| ------- | ----------------------------------------------------------------- | --------------- |
|         | Puchar Stanleya                                                   | St. Louis Blues |
|         | Clarence S. Campbell Bowl Najlepszy zespół Konferencji Zachodniej | St. Louis Blues |

| Nagroda | Nagroda                                                        | Drużyna             |
| ------- | -------------------------------------------------------------- | ------------------- |
|         | Presidents’ Trophy Najlepsza drużyna sezonu zasadniczego       | Tampa Bay Lightning |
|         | Prince of Wales Trophy Najlepszy zespół Konferencji Wschodniej | Boston Bruins       |

### Nagrody indywidualne
| Nagroda | Nagroda                                                                                                  | Zawodnik | Zawodnik                                      |
| ------- | --- | -------- | --------------------------------------------- |
|         | Hart Memorial Trophy Najwartościowszy zawodnik (MVP) sezonu zasadniczego                                 |          | Nikita Kuczerow Tampa Bay Lightning           |
|         | Maurice Richard Trophy Zdobywca największej liczby goli w sezonie zasadniczym                            |          | Aleksandr Owieczkin Washington Capitals       |
|         | Art Ross Memorial Trophy Zdobywca największej liczby punktów w sezonie zasadniczym                       |          | Nikita Kuczerow Tampa Bay Lightning           |
|         | James Norris Memorial Trophy Najlepszy obrońca                                                           |          | Mark Giordano Calgary Flames                  |
|         | Trofeum Vezina Najlepszy bramkarz                                                                        |          | Andriej Wasilewskij Tampa Bay Lightning       |
|         | William M. Jennings Trophy Bramkarz, który puścił najmniejszą liczbę goli rozgrywając minimum 25 spotkań |          | Robin Lehner Thomas Greiss New York Islanders |
|         | Calder Memorial Trophy Najlepszy debiutant                                                               |          | Elias Pettersson Vancouver Canucks            |
|         | Plus/Minus Award Zawodnik z najlepszą statystyką +/−                                                     |          | Mark Giordano Calgary Flames                  |
|         | Jack Adams Award Trener roku                                                                             |          | Barry Trotz New York Islanders                |
|         | Lady Byng Memorial Trophy Zawodnik łączący kulturę na boisku z wysokim poziomem sportowym                |          | Aleksandr Barkov Florida Panthers             |
|         | King Clancy Memorial Trophy Przywódca na lodowisku i poza nim, ludzki dla członków swojego zespołu       |          | Jason Zucker Minnesota Wild                   |
|         | Bill Masterton Memorial Trophy Zawodnik wytrwały i pełen poświęcenia w grze                              |          | Robin Lehner New York Islanders               |
|         | Frank J. Selke Trophy Najlepszy napastnik defensywny                                                     |          | Ryan O’Reilly St. Louis Blues                 |
|         | Conn Smythe Trophy Najwartościowszy zawodnik (MVP) play-off                                              |          | Ryan O’Reilly St. Louis Blues                 |

### Trzy gwiazdy miesiąca (NHL Three Stars of the Month)
| Miesiąc     | 1 | 1                                   | 2 | 2                                        | 3 | 3                                      |
| ----------- | - | ----------------------------------- | - | ---------------------------------------- | - | -------------------------------------- |
| Październik |   | Mikko Rantanen Colorado Avalanche   |   | Jewgienij Małkin Pittsburgh Penguins     |   | Patrick Kane Chicago Blackhawks        |
| Listopad    |   | Patrik Laine Winnipeg Jets          |   | Nathan MacKinnon Colorado Avalanche      |   | Marc-André Fleury Vegas Golden Knights |
| Grudzień    |   | Nikita Kuczerow Tampa Bay Lightning |   | Johnny Gaudreau Calgary Flames           |   | Connor McDavid Edmonton Oilers         |
| Styczeń     |   | Johnny Gaudreau Calgary Flames      |   | Robin Lehner New York Islanders          |   | Patrick Kane Chicago Blackhawks        |
| Luty        |   | Nikita Kuczerow Tampa Bay Lightning |   | Patrick Kane Chicago Blackhawks          |   | Władimir Tarasienko St. Louis Blues    |
| Marzec      |   | Connor McDavid Edmonton Oilers      |   | Siergiej Bobrowski Columbus Blue Jackets |   | Brad Marchand Boston Bruins            |

### Trzy gwiazdy tygodnia (NHL Three Stars of the Week)
| Miesiąc     | Data                                                                         | Data                                                                       | Data                                                                          | Data                                                                            | Data                                                                       |
| ----------- | ---------------------------------------------------------------------------- | -------------------------------------------------------------------------- | ----------------------------------------------------------------------------- | ------------------------------------------------------------------------------- | -------------------------------------------------------------------------- |
| Październik | 3-7.10                                                                       | 8-14.10                                                                    | 15-21.10                                                                      | 22-28.10                                                                        |                                                                            |
| Październik | 1. Auston Matthews (TOR) 2. Jonathan Toews (CHI) 3. Ben Bishop (DAL)         | 1. Patrice Bergeron (BOS) 2. Morgan Rielly (TOR) 3. Sebastian Aho (CAR)    | 1. Gabriel Landeskog (COL) 2. Connor McDavid (EDM) 3. Marc-André Fleury (VGK) | 1. Sidney Crosby (PIT) 2. Mark Scheifele (WPG) 3. Mikko Rantanen (COL)          |                                                                            |
| Listopad    | 29.10-4.11                                                                   | 5.11-11.11                                                                 | 12.11-18.11                                                                   | 19.11-25.11                                                                     |                                                                            |
| Listopad    | 1. Sean Monahan (CGY) 2. Elias Pettersson (VAN) 3. Brayden Point (TBL)       | 1. David Pastrňák (BOS) 2. Blake Wheeler (WPG) 3. Claude Giroux (PHI)      | 1. Cam Atkinson (CBJ) 2. Corey Crawford (CHI) 3. Joe Pavelski (SJS)           | 1. Patrik Laine (WPG) 2. Marc-André Fleury (VGK) 3. Nikita Kuczerow (TBL)       |                                                                            |
| Grudzień    | 26.11-2.12                                                                   | 3.12-9.12                                                                  | 10.12-16.12                                                                   | 17.12-23.12                                                                     | 24.12-30.12                                                                |
| Grudzień    | 1. Mark Scheifele (WPG) 2. Adin Hill (ARI) 3. Jonathan Huberdeau (FLA)       | 1. Elias Pettersson (VAN) 2. Louis Domingue (TBL) 3. Johnny Gaudreau (CGY) | 1. Aleksander Owieczkin (WSH) 2. Mark Scheifele (WPG) 3. Jack Eichel (BUF)    | 1. Siergiej Bobrowski (CBJ) 2. Morgan Rielly (TOR) 3. Nikita Kuczerow (TBL)     | 1. Patrick Kane (CHI) 2. Mathew Barzal (NYI) 3. Mackenzie Blackwood (NJD)  |
| Styczeń     | 31.12-6.01                                                                   | 7.01-13.01                                                                 | 14.01-20.01                                                                   | 21.01-27.01                                                                     |                                                                            |
| Styczeń     | 1. Johnny Gaudreau (CGY) 2. Brent Burns (SJS) 3. Robin Lehner (NYI)          | 1. Mark Giordano (CGY) 2. Jordan Binnington (STL) 3. Jake Guentzel (PIT)   | 1. Robin Lehner (NYI) 2. Mika Zibanejad (NYR) 3. Patrick Kane (CHI)           | 1. Sidney Crosby (PIT) 2. Joe Pavelski (SJS) 3. Devan Dubnyk (MIN)              |                                                                            |
| Luty        | 28.01-3.02                                                                   | 4.02-10.02                                                                 | 11.02-17.02                                                                   | 18.02-24.02                                                                     |                                                                            |
| Luty        | 1. Jack Roslovic (WPG) 2. Carter Hart (PHI) 3. Mika Zibanejad (NYR)          | 1. Jordan Binnington (STL) 2. Patrice Bergeron (BOS) 3. Dylan Strome (CHI) | 1. Nikita Kuczerow (TBL) 2. Władimir Tarasienko (STL) 3. Sidney Crosby (PIT)  | 1. Siemion Warłamow (COL) 2. Aleksandr Barkov (FLA) 3. Siergiej Bobrowski (CBJ) |                                                                            |
| Marzec      | 25.02-3.03                                                                   | 4.03-10.03                                                                 | 11.03-17.03                                                                   | 18.03-24.03                                                                     | 25.03-31.03                                                                |
| Marzec      | 1. Marc-André Fleury (VGK) 2. Blake Wheeler (WPG) 3. Sidney Crosby (PIT)     | 1. Jonathan Huberdeau (FLA) 2. Ben Bishop (DAL) 3. Troy Terry (ANA)        | 1. Thomas Greiss (NYI) 2. Brendan Perlini (CHI) 3. Connor McDavid (EDM)       | 1. Kyle Connor (WPG) 2. Steven Stamkos (TBL) 3. Philipp Grubauer (COL)          | 1. Siergiej Bobrowski (CBJ) 2. Tyler Bertuzzi (DET) 3. Darcy Kuemper (ARI) |
| Kwiecień    | 1.04-6.04                                                                    |                                                                            |                                                                               |                                                                                 |                                                                            |
| Kwiecień    | 1. Władimir Tarasienko (STL) 2. Pekka Rinne (NSH) 3. Aleksandr Radułow (DAL) |                                                                            |                                                                               |                                                                                 |                                                                            |